# Tirschenreuth

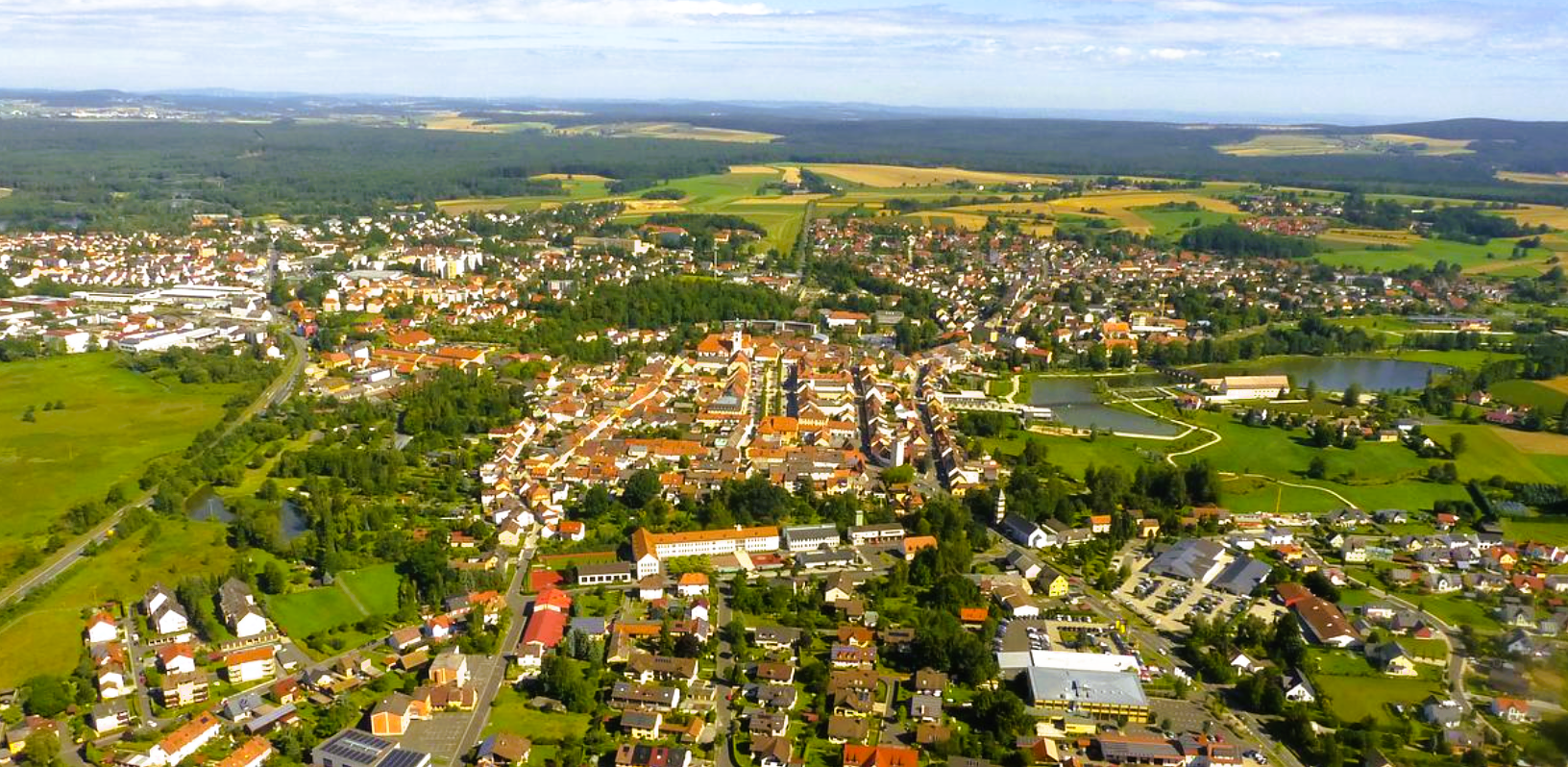
Luftbild Tirschenreuth Oberpfalz

Tirschenreuth (bairisch: Dirscharaad) ist die Kreisstadt des gleichnamigen Landkreises im bayerischen Regierungsbezirk Oberpfalz. Sie ist nur wenige Kilometer von der bayerisch-tschechischen Grenze entfernt. Der Name Tirschenreuth leitet sich von Turso ab, dem mutmaßlichen Gründer der Stadt. Die Endung -reuth kennzeichnet sie als einen der Orte, die auf einer gerodeten Waldfläche entstanden sind.
Die Stadt wurde 1134 das erste Mal urkundlich erwähnt und lag im Nordgau. Sie war der Hauptort des historischen Stiftlandes. Tirschenreuth diente dem Kloster Waldsassen lange Zeit als Ort der Teichwirtschaft, von der die Tirschenreuther Teichpfanne mit ihren Teichen rund um die Stadt zeugt. Später war der Ort als Tuchmacherstädtchen bekannt, bevor Ende des 19. Jahrhunderts die Porzellanindustrie wichtigster Industriezweig wurde. Mit rund 8700 Einwohnern ist die Stadt eine der kleinsten Kreisstädte Bayerns und hat den Status eines Mittelzentrums. 2013 richtete die Stadt die bayerische Landesgartenschau aus.

## Geografie

### Geografische Lage
Tirschenreuth liegt ungefähr 15 km von der deutschen Grenze zu Tschechien entfernt, nahe einem der möglichen geographischen Mittelpunkte Europas und ist die nördlichste Kreisstadt der Oberpfalz. Die Stadt ist Hauptort des Stiftlandes, des nördlichsten Zipfels Altbaierns. Die nächsten größeren Städte sind Weiden in der Oberpfalz (35 km entfernt), Marktredwitz (30 km entfernt) und das ebenfalls rund 30 km entfernte Cheb (deutsch: Eger). Tirschenreuth liegt außerdem rund 120 km nördlich von Regensburg, 70 km östlich von Bayreuth und 100 km westlich von Plzeň (deutsch: Pilsen).
Die Gemeinde liegt im Naturraum Oberpfälzisch-Bayerischer Wald im Osten des Landkreises Tirschenreuth zwischen dem Fichtelgebirge im Norden und dem Oberpfälzer Wald im Süden. An der deutsch-tschechischen Grenze zwischen Bärnau und Flossenbürg am 901 Meter hohen Entenbühl entspringt die Waldnaab, der mit einer Länge von 80 km längste Quellfluss der Naab. Südlich der Altstadt durchfließt die Waldnaab das Stadtgebiet von Osten nach Westen, bevor sie zwischen Falkenberg und Windischeschenbach das 180 Hektar große Naturschutzgebiet Waldnaabtal durchquert, in dem sich das fließende Wasser über mehrere Jahrhunderte lang in das Granitplateau eingeschnitten hat. Die Waldnaab vereinigt sich mit der Haidenaab südlich von Weiden in der Oberpfalz zur Naab.
Die Kernstadt liegt auf einer Höhe von 491 bis 503 Metern. Im Nordwesten der Stadt werden zahlreiche Teiche für die Teichwirtschaft genutzt; man bezeichnet das Gebiet auch als Stiftländer Teichpfanne oder als „Land der 1000 Teiche“. Im Westen des Stadtgebietes liegt die Waldnaabaue, ein sumpfartiges und unbebautes Gebiet, das im Frühling, bedingt durch die Schneeschmelze, regelmäßig überflutet wird.

### Geologie

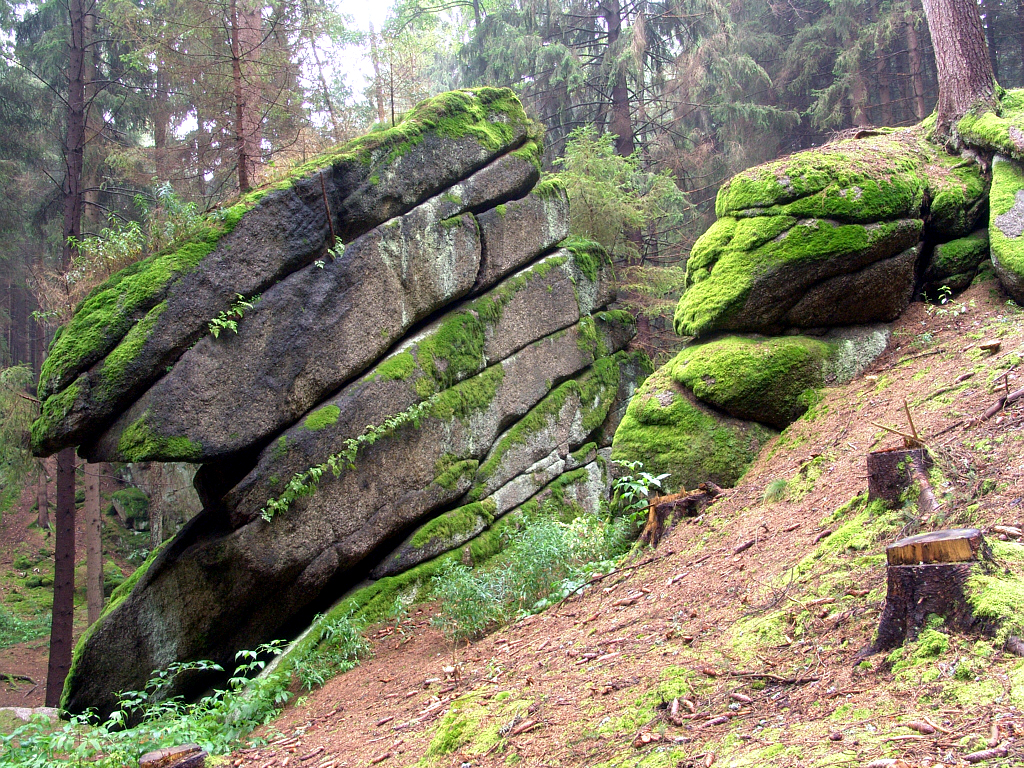
Granitfelsen in der sogenannten „Großen Teufelsküche“

Das gesamte Stadtgebiet Tirschenreuths ist Teil des nordostbayerischen und westböhmischen Grundgebirges und liegt auf einem Granitplateau, das vor rund 320 Millionen Jahren entstand, als die beiden Urkontinente Laurasia und Gondwana kollidierten und die Bildung eines Gebirges einsetzte. Bei dieser Gebirgsbildung wurden die Gesteine von großen Gebirgsmassen überlagert und durch hohen Druck und enorme Temperaturen metamorph. Ein Teil der Gesteine wurde aufgeschmolzen und lieferte die glutflüssigen Gesteinsschmelzen, aus denen die heutigen Granite entstanden. Die durch diese Prozesse entstandenen Gesteine liegen durch Verwitterung an der Oberfläche. Neben dem vorherrschenden Gestein Granit sind auch Gneis und Glimmerschiefer sowie Phyllit zu finden. Durch Wollsackverwitterung sind rund um Tirschenreuth mehrere bizarre Granitformationen, wie etwa die Teufelsküche oder der Wolfenstein, entstanden.
Durch die Zersetzung feldspatreicher Gesteine sind in der Umgebung rund um Tirschenreuth Tone und auch Kaolin entstanden. Bedeutende Vorkommen des Rohstoffes Kaolin befinden sich bei Schönhaid und bei der Schmelitz, in deren Nähe der Rohstoff noch gefördert wird. Auch nördlich von Tirschenreuth wurde 2011 ein großes Vorkommen entdeckt, das mit rund 95 Millionen Tonnen fast dreimal mehr Kaolin enthält als der Monte Kaolino bei Hirschau.
Ganz in der Nähe, nur wenige Meter hinter der bayerisch-tschechischen Grenze bei Bad Neualbenreuth, befindet sich der Železná hůrka (deutsch: Eisenbühl), dessen letzter Ausbruch mehr als 10.000 Jahre zurückliegt. Der Landkreis Tirschenreuth ist laut Bundesanstalt für Geowissenschaften und Rohstoffe neben der Vulkaneifel dennoch eines von zwei Gebieten in Deutschland, die vulkanisch gefährdet sind. Aufgrund der Nähe zum Egergraben, der eine der seismisch aktivsten Regionen Mitteleuropas ist, sind in der Region rund um das Egerland, das Sechsämterland und das Stiftland und somit auch in Tirschenreuth vereinzelt leichte Erdbeben zu spüren.

### Klima
Tirschenreuth hat kontinentale Witterungseinflüsse mit leicht erhöhten Niederschlägen. Das Klima zeichnet sich durch warme bis heiße Sommer und kalte Winter aus. Die mittlere Jahrestemperatur liegt in Tirschenreuth unter sieben Grad Celsius, die Niederschlagsmenge im Bereich zwischen 700 und 800 Millimetern im Jahr.
Nach der effektiven Klimaklassifikation von Köppen befindet sich Tirschenreuth in der Einteilung Dfb.
- Klimazone D: Schneewaldklima
- Klimatyp f: alle Monate ausreichender Niederschlag
- Klimauntertyp b: warme Sommer

Die nächstgelegene Wetterstation des Deutschen Wetterdienstes (DWD) befindet sich im Tirschenreuther Ortsteil Lodermühl.
|                        | Jan  | Feb  | Mär  | Apr  | Mai  | Jun  | Jul  | Aug  | Sep  | Okt  | Nov  | Dez  |   |       |
| Mittl. Temperatur (°C) | −1,1 | 0,3  | 4,2  | 8,8  | 13,5 | 16,6 | 17,8 | 17,8 | 13,6 | 8,9  | 3,7  | −0,3 | ⌀ | 8,7   |
| Mittl. Tagesmax. (°C)  | 1,0  | 3,4  | 8,2  | 14,1 | 19,1 | 22,3 | 23,2 | 23,3 | 18,5 | 12,5 | 6,0  | 1,5  | ⌀ | 12,8  |
| Mittl. Tagesmin. (°C)  | −3,2 | −2,7 | 0,2  | 3,5  | 7,9  | 10,9 | 12,5 | 12,3 | 8,7  | 5,2  | 1,4  | −2,0 | ⌀ | 4,6   |
|                        |      |      |      |      |      |      |      |      |      |      |      |      |   |       |
| Niederschlag (mm)      | 51,3 | 44,9 | 53,5 | 39,7 | 71,0 | 83,5 | 89,7 | 69,1 | 56,1 | 60,3 | 53,6 | 57,1 | Σ | 729,8 |
|                        |      |      |      |      |      |      |      |      |      |      |      |      |   |       |
| Sonnenstunden (h/d)    | 1,6  | 2,8  | 3,8  | 6,1  | 6,9  | 7,1  | 6,7  | 6,7  | 5,4  | 3,4  | 1,6  | 1,2  | ⌀ | 4,4   |
|                        |      |      |      |      |      |      |      |      |      |      |      |      |   |       |
| Regentage (d)          | 14,8 | 14,0 | 15,0 | 12,6 | 14,6 | 14,3 | 16,6 | 12,6 | 12,2 | 15,1 | 15,5 | 18,4 | Σ | 175,7 |

| −3,2 |

| −2,7 |

| 0,2 |

| 3,5 |

| 7,9 |

| 10,9 |

| 12,5 |

| 12,3 |

| 8,7 |

| 5,2 |

| 1,4 |

| −2,0 |

| −3,2 |

| −2,7 |

| 0,2 |

| 3,5 |

| 7,9 |

| 10,9 |

| 12,5 |

| 12,3 |

| 8,7 |

| 5,2 |

| 1,4 |

| −2,0 |

| N i e d e r s c h l a g | 51,3 | 44,9 | 53,5 | 39,7 | 71,0 | 83,5 | 89,7 | 69,1 | 56,1 | 60,3 | 53,6 | 57,1 |
|                         | Jan  | Feb  | Mär  | Apr  | Mai  | Jun  | Jul  | Aug  | Sep  | Okt  | Nov  | Dez  |

### Flächennutzung
| Gebiet                        | Fläche |
| ----------------------------- | ------ |
| Gebäude und Freiflächen       | 421    |
| Betriebsflächen und Abbauland | 41     |
| Erholungsfläche               | 38     |
| Straßen, Wege und Plätze      | 314    |
| Landwirtschaftliche Flächen   | 4.213  |
| Wälder                        | 4.815  |
| Wasserfläche                  | 540    |
| andere Nutzung                | 10     |
| Gesamtfläche                  | 10.393 |

Der größte Teil (rund 46 Prozent) des Gemeindegebietes ist mit Wald bedeckt. Damit liegt Tirschenreuth deutlich über dem bayerischen Durchschnitt von rund 35 Prozent, jedoch nur leicht über dem oberpfälzischen von 40,2 Prozent.
Etwa 41,2 Prozent der Gesamtfläche der Stadt werden als Landwirtschaftsfläche genutzt, womit der bayernweite Durchschnitt von 49,3 Prozent und auch der Bezirksdurchschnitt von 43,4 Prozent unterschritten werden.
Überdurchschnittlich ausgeprägt ist vor allem der Anteil der Wasserflächen. Mit 5,2 Prozent überschreitet er den oberpfälzischen Mittelwert von 1,9 Prozent, der seinerseits im bayernweiten Vergleich nur geringfügig unter dem Durchschnitt von 2,0 Prozent liegt. Der hohe Anteil ist auf die vielen Teiche im Gemeindegebiet zurückzuführen, von denen sich nördlich und östlich der Kernstadt mehrere Hundert befinden.

### Gemeindegliederung
Die Stadtgemeinde hat 29 Gemeindeteile (in Klammern ist der Siedlungstyp angegeben):
- Brunn (Weiler)
- Gebhardtshöhe (Weiler)
- Großklenau (Dorf)
- Gründlbach (Dorf)
- Haid (Weiler)
- Haidhof (Einöde)
- Hendlmühle (Einöde)
- Höfen (Weiler)
- Hohenwald (Dorf)
- Holzmühle (Einöde)
- Kleinklenau (Dorf)
- Kleinkonreuth (Weiler)
- Lengenfeld b.Tirschenreuth (Dorf)
- Lodermühl (Weiler)
- Lohnsitz
- Marchaney (Weiler)
- Matzersreuth (Dorf)
- Mooslohe (Weiler)
- Pilmersreuth a.Wald (Dorf)
- Pilmersreuth a.d.Straße (Dorf)
- Rosall (Dorf)
- Rothenbürg (Weiler)
- Sägmühle (Weiler)
- Tirschenreuth (Hauptort)
- Tröglersreuth (Einöde)
- Wondreb (Pfarrdorf)
- Wondrebhammer (Weiler)
- Zeidlweid (Weiler)
- Ziegelhütte (Dorf)

Es gibt die Gemarkungen Beidl (nur Gemarkungsteil 1), Gumpen (nur Gemarkungsteil 1), Großklenau, Großkonreuth (nur Gemarkungsteil 1), Hohenwald (nur Gemarkungsteil 1), Lengenfeld b.Tirschenreuth, Liebenstein (nur Gemarkungsteil 1), Matzersreuth, Pilmersreuth a.Wald, Rosall, Schwarzenbach (nur Gemarkungsteil 1), Tirschenreuth und Wondreb.

### Nachbargemeinden
An das Stadtgebiet grenzen sieben Städte und Gemeinden, die sich alle im Landkreis Tirschenreuth befinden. Im Norden liegt die Gemeinde Leonberg, östlicher Nachbar ist der Markt Bad Neualbenreuth, die Stadt Bärnau grenzt im Südosten an. Die benachbarten Gemeinden im Süden und Südwesten sind Plößberg und Falkenberg, im Westen und Nordwesten grenzt die Stadt Mitterteich an. Das Stadtgebiet ist mit 66,54 km² und einer Bevölkerungsdichte von 137 Einwohnern pro Quadratkilometer das flächenmäßig größte und nach Mitterteich, das eine Bevölkerungsdichte von 174 Einwohnern je km² aufweist, das am zweiten dichtestbesiedelte Gemeindegebiet im Landkreis.
| Leonberg 9 km     |                                             | Bad Neualbenreuth 14 km |
| Mitterteich 11 km | Kompassrose, die auf Nachbargemeinden zeigt | Mähring 14 km           |
| Falkenberg 9 km   | Plößberg 11 km                              | Bärnau 10 km            |

## Geschichte

### Erste Besiedlung und Stadtgründung
Es ist anzunehmen, dass die ersten Siedler im Gebiet Tirschenreuths Slawen waren, die im 7. oder 8. Jahrhundert durch das Eger- und das Wondrebtal zogen und sich dort niederließen. Erst von 938 bis 1057 lassen sich erste Spuren menschlicher Aktivitäten nachweisen, als die Babenberger Markgrafen die Herrschaft über Bayern errungen hatten. Zu dieser Zeit begann von Tirschenreuth aus die deutsche Besiedlung des Egerlandes. Das erste Mal urkundlich erwähnt wurde Tirschenreuth in einer Pergament-Urkunde mit dem Siegel des Regensburger Bischofs Heinrich I. von Wolfratshausen im Jahr 1134.

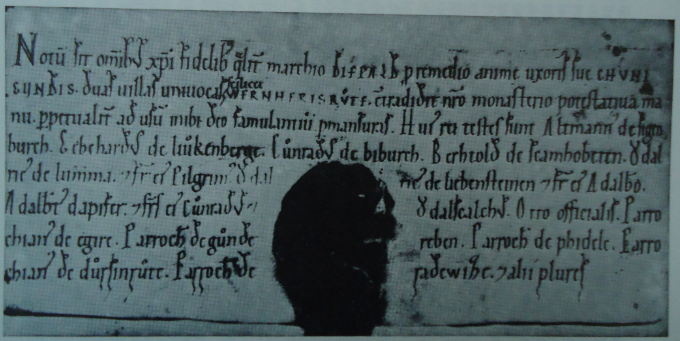
Urkunde von 1134

Der Ort befand sich 1138 im Besitz der Grafen von Leiningen, die ihn wahrscheinlich vom hohenstaufischen König Konrad III. als Lehen bekommen hatten. Danach besaßen ihn die Herren von Hartenberg und später die Grafen von Ortenburg. Ende des 12. Jahrhunderts war die Gegend schon sehr bewohnt und um ein abwechslungsreiches Nahrungsangebot zu schaffen, wurde auf einer Fläche von 150 Tagwerk der obere Stadtteich zur Fischzucht angelegt.
1217 tauschte das Kloster Waldsassen sein Gut Seebarn bei Rötz, dessen Überwachung und Verwaltung aufgrund der großen Entfernung schwierig war, gegen den Gutsbezirk Tirschenreuth mit weiteren kleinen Orten in der Nähe ein. Unter der Herrschaft des Klosters wurde in den Jahren 1217 bis 1219 auf Veranlassung des Abtes Hermann der untere Stadtteich durch Abriegelung des Waldnaab-Abflusses angelegt. Dadurch lag Tirschenreuth auf einer Insel, die von zwei großen Teichen umgeben war. Bis zum Jahr 1260 hatte sich das Dorf Tirschenreuth so weit entwickelt, dass es Sitz eines Richters war. Um die Wende vom 13. zum 14. Jahrhundert wurde eine Stadtpfarrkirche an dem Platz erbaut, an dem jetzt die Stadtpfarrkirche Mariä Himmelfahrt steht. Rudolf von Habsburg verlieh auf Veranlassung des Abtes Udalrich dem Ort im Jahr 1306 das Recht zur Abhaltung eines Wochenmarktes, wodurch Tirschenreuth zum Markt und die Bewohner eine bürgerliche Gemeinschaft wurden.
Begünstigt durch die Lage des Ortes an der Kreuzung der Handelswege von Regensburg und Nürnberg nach Eger entwickelte sich das Gewerbe. Um das Jahr 1330 ließ der Waldsassener Abt Johann IV. ein burgähnliches Schloss in Tirschenreuth erbauen, das nicht mehr existiert. Auf der Ostseite wurde die Stadt durch eine Stadtmauer mit halbrunden Mauertürmen und zwei Stadttoren befestigt; am südlichen Ende der Mauer entstand der Klettnersturm. Unter dem Abt Johann V. wurde Tirschenreuth 1364 das Stadtrecht verliehen, wodurch Bürgermeister und Rat die Gemeindeverhältnisse selbst ordnen durften, aber dennoch unter der Botmäßigkeit des Klosters standen.

### Reformationszeit und Dreißigjähriger Krieg
Bei einem großen Brand im Jahr 1613, entstanden im untersten Eckhaus des Marktplatzes, wurde dort beinahe die Hälfte aller Häuser zerstört. Bis hinauf zur Quergasse waren innerhalb weniger Stunden 24 Wohnhäuser und 22 Nebengebäude betroffen.
Nach dem Ausbruch des Krieges 1618 diente Tirschenreuth oft als Quartier für Truppen unterschiedlicher Heere. Am 16. April 1621 kam der schottische Oberst Gray mit mehreren hundert Mann nach Tirschenreuth und drohte den Bewohnern so lange, bis sie ihm und seinen Männern Unterschlupf gewährten. Die Eindringlinge forderten Essen und Trinken sowie Futter für ihr Vieh von den Tirschenreuthern, ohne dafür aufzukommen. Wenig später bezogen auch deutsche Truppen in der Stadt Quartier, um einem feindlichen Einfall aus Böhmen entgegenzukommen. Nach dem siegreichen Vordringen des bayerischen Herzogs Maximilian I. musste sich auch Tirschenreuth seiner Herrschaft unterstellen. Dem Herzog lag in den Folgejahren daran, die kalvinistisch-reformierte Oberpfalz wieder zum katholischen Glauben zu bekehren.
Nachdem im Februar 1623 Tirschenreuth in den Besitz von Maximilian I. zu Bayern gekommen war, wurde auch der Katholizismus wieder eingeführt. Von ihm erhielt Tirschenreuth 1628 auch die städtischen Privilegien zurück, die wegen der Ermordung des kurpfälzischen Beamten Valentin Winsheim entzogen worden waren. 1633 kam es erneut zu einem großen Brand, bei dem mehr als 60 Gebäude zerstört wurden.

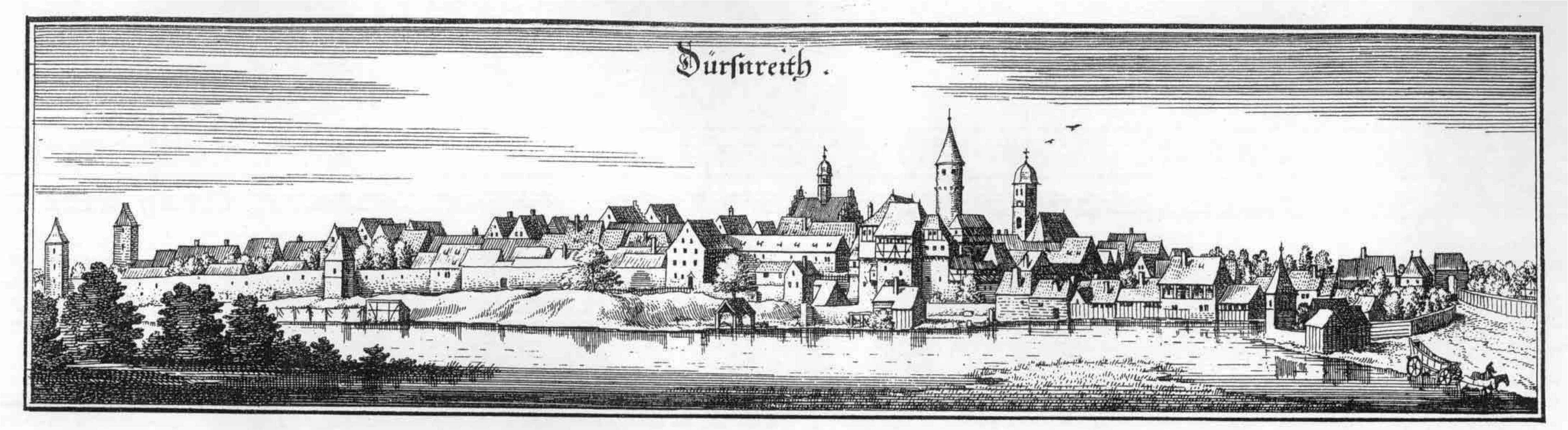
Kupferstich von Matthäus Merian: Dürsnreith um 1644

Im März 1648 kam der schwedische General Hans Christoph von Königsmarck mit seiner Truppe nach Tirschenreuth, nachdem er die böhmische Stadt Tachau eingenommen hatte. Er ließ die Stadt besetzen und forderte sie zur Übergabe auf, was von den Bürgern abgelehnt wurde. Nachdem er den Ort zweimal erfolglos angegriffen hatte, zog er ab, um am 6. April 1648 mit zwölf Schwadronen und schwerem Kriegsgerät sowie gefangengenommenen Bauern erneut vor die Stadt zu ziehen. Dieses Mal verzichtete er auf einen Angriff, sondern ließ die Bauern den unteren Stadtteich abgraben, der Tirschenreuth zur Verteidigung diente. Die Stadt war nun zur Aufgabe gezwungen und öffnete freiwillig die Stadttore, womit man sich zum dritten Mal in diesem Krieg in schwedischer Hand befand. Die Truppen plünderten die Stadt völlig aus; Tirschenreuth war am Ende des Dreißigjährigen Krieges ein armes Städtchen geworden.

### Erneute Herrschaft des Klosters und das 19. Jahrhundert

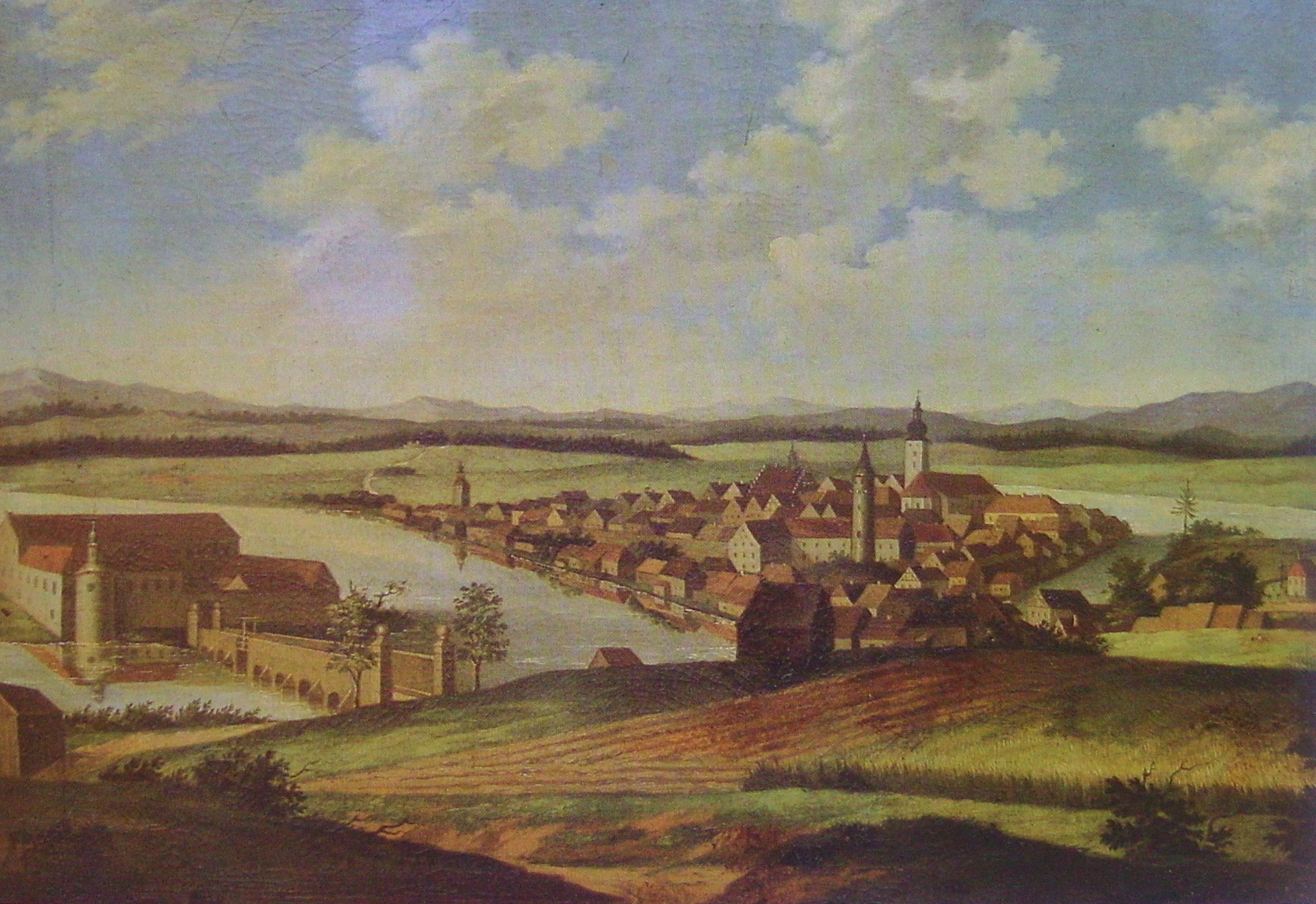
Tirschenreuth im Jahre 1806

Nach dem Tod des bayerischen Kurfürsten Maximilian I. am 27. September 1651 bestieg sein Sohn Ferdinand Maria den bayerischen Thron. Um eine Neubestätigung der städtischen Freiheiten und Privilegien zu erlangen, was 1666 geschah, unterstellte sich die Stadt Tirschenreuth seiner Herrschaft. Auf Wunsch seines verstorbenen Vaters und auch aufgrund des Drängens der Kurie und des Mangels an Geistlichen und Lehrern wurden im Zuge der Rekatholisierung die Oberpfälzer Klöster, darunter auch das Kloster Waldsassen, wieder errichtet. Tirschenreuth erhielt fast seinen gesamten früheren Grundbesitz zurück, war jedoch der Oberhoheit der kurpfälzischen Regierung unterstellt.
Im Jahr 1704 unterlag im Spanischen Erbfolgekrieg der bayerische Kurfürst Maximilian II. Emanuel, der mit Frankreich verbündet war, den kaiserlichen Truppen. Bereits Anfang 1703 rückten österreichische Truppen in das heutige Nordbayern vor und zum Ende des Jahres war die gesamte Oberpfalz von österreichischen Truppen besetzt. Tirschenreuth diente in den Jahren von 1703 bis 1714 immer wieder den österreichischen Soldaten als Quartier. Als am 23. Juli 1708 die Oberpfalz an Johann Wilhelm von der Pfalz übergeben wurde, bekam Tirschenreuth einen neuen Landesfürsten, der der Bevölkerung bis dahin völlig unbekannt war.
Zu Beginn des 19. Jahrhunderts war Bayern durch die Säkularisation geprägt, mit der auch das Kloster Waldsassen aufgelöst, sein Besitz enteignet und an den Staat übertragen wurde. Das Gebiet, das zu Bayern kam, umfasste neben der Stadt Tirschenreuth sechs weitere Marktgemeinden sowie mehr als 170 Dörfer, Weiler und Einöden. Die Stadt gehörte nun wieder zum Kurfürstentum Bayern, das 1806 im Königreich Bayern aufging, und war nicht mehr geistlicher Herrschaft unterstellt.
Am 30. Juli 1814 ereignete sich der große Stadtbrand von Tirschenreuth, bei dem die Stadt innerhalb weniger Stunden beinahe vollständig abbrannte. Lediglich der Pfarrhof und drei benachbarte kleine Häuser überstanden den Brand fast unversehrt. Der Brandkatastrophe folgten in den nächsten Jahren Teuerung und Hunger. In der Zeit des Biedermeier und auch in den darauffolgenden Jahren blieb Tirschenreuth von Konflikten oder Kriegslasten verschont, die Bevölkerung lebte in einfachen Verhältnissen, war zufrieden und feierte Feste.

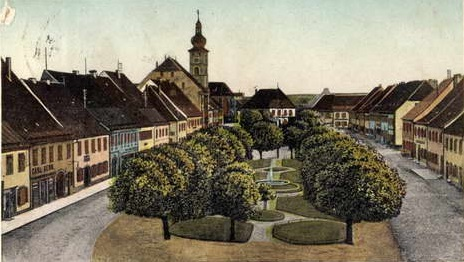
Der Marktplatz von Tirschenreuth auf einer Postkarte aus dem Jahr 1901

Die Industrialisierung in Tirschenreuth begann in den 1830er Jahren mit der Entdeckung von Kaolin in der Nähe von Wondreb. Dies veranlasste den Geschäftsmann Heinrich Eichhorn, ab 1832 mit der Stadt und dem Landgericht über die Errichtung einer Porzellanfabrik zu verhandeln. Nach langwierigen Verhandlungen und dem Widerstand der Bevölkerung gegen das Projekt wurde ihm 1838 die Genehmigung erteilt. An der neuen Straße nach Mitterteich wurde ein neues Fabrikgebäude errichtet, das 1847 um einen weiteren Brennofen erweitert wurde. Die Fabrik wurde 1927 von der Lorenz Hutschenreuther AG übernommen.
Das Stiftland wurde in den Jahren 1864 und 1865 an das Eisenbahnnetz mit der Eröffnung der Bahnstrecke von Wiesau über Mitterteich nach Eger angeschlossen. Tirschenreuth wurde mit einem Bogen über Wiesau umgangen. Die Actiengesellschaft der bayerischen Ostbahnen schloss Tirschenreuth erst 1872 an das Eisenbahnnetz an, indem eine Lokalbahnstrecke von Wiesau nach Tirschenreuth abzweigte, die 1903 bis Bärnau verlängert wurde.

### Nationalsozialismus und Zweiter Weltkrieg
Auch in Tirschenreuth waren die Auswirkungen der Weltwirtschaftskrise zu spüren. Fast zehn Prozent der Bevölkerung waren auf Fürsorge angewiesen, wofür die Stadt fast 100.000 Reichsmark ausgeben musste, also rund ein Fünftel des gesamten Stadthaushaltes. Um den hohen Ausgaben entgegenzuwirken, mussten die Steuern Ende 1930 massiv erhöht werden; außerdem wurden neue Steuern eingeführt. Weiterhin verbot der Stadtrat die Einbürgerung von Ausländern, hauptsächlich Arbeitssuchenden aus dem benachbarten Böhmen. Um eine Hungersnot zu verhindern, wurden durch die Stadt kostenlos Kartoffeln und Brennmaterial verteilt; die meisten städtischen Projekte, wie der Bau von Wohnhäusern oder eines Gefängnisses, mussten gestoppt werden.
Ende der 1920er Jahre radikalisierte sich die politische Stimmung in Tirschenreuth. Die Nationalsozialistische Deutsche Arbeiterpartei (NSDAP) verfünffachte von 1928 bis 1932 fast ihre Stimmen, die Bayerische Volkspartei (BVP) blieb aber dennoch stärkste politische Kraft. Nach den großen Erfolgen der NSDAP bei der Reichstagswahl 1933 hielten die Nationalsozialisten in Tirschenreuth Einzug. Nach dem Austritt der Mitglieder der SPD und der BVP Anfang Juli 1933 bestand der Stadtrat vollständig aus Nationalsozialisten, mit Ausnahme des Ersten Bürgermeisters, gegen den bald darauf ein Amtsenthebungsverfahren eingeleitet wurde, das zunächst scheiterte. Bürgermeister Heinrich Mayer schied erst 1938 aus gesundheitlichen Gründen aus dem Amt, das anschließend von der NSDAP übernommen wurde. Während der Novemberpogrome 1938 wurden Geschäfte und Wohnungen jüdischer Geschäftsleute in Tirschenreuth verwüstet. Mit Kriegsbeginn im März 1939 verschlechterte sich die Situation in Tirschenreuth. Alle Kraftfahrzeuge, die nicht zur städtischen Versorgung benötigt wurden, und Pferde mussten abgegeben werden. Lebensmittel wurden rationiert und Lebensmittelmarken eingeführt. Schätzungen zufolge kamen rund 250 Tirschenreuther als Angehörige der Wehrmacht im Krieg ums Leben.
Von Zerstörungen blieb Tirschenreuth im Zweiten Weltkrieg verschont. Im Dezember 1944 explodierten einige Fliegerbomben in der Nähe von Rothenbürg, die jedoch keinen Schaden anrichteten. Gegen Ende des Krieges trafen zahlreiche Kriegsflüchtlinge in Tirschenreuth ein, die in städtischen Einrichtungen und Lazaretten untergebracht und versorgt wurden. Als Ende des Jahres 1944 in der Nähe von Bayreuth ein Zug mit KZ-Häftlingen entgleiste, die ins nahegelegene Konzentrationslager Flossenbürg gebracht werden sollten, wurden diese von der SA nach Tirschenreuth getrieben und von dort weiter nach Flossenbürg gebracht.
Im April 1945 rückten die Alliierten ins Stiftland vor und nahmen zuerst den Markt Konnersreuth unter Beschuss, in dem sich noch Einheiten der Wehrmacht und der SS aufhielten. Am Abend des 20. April 1945 wurde in Tirschenreuth beschlossen, den vorrückenden amerikanischen Truppen keinen Widerstand zu leisten. In der Folge wurde der städtische Volkssturm aufgelöst, die Panzersperren wurden beseitigt und alle Waffen in der Stadt eingesammelt. Kurz vor dem Eintreffen der amerikanischen Truppen am 21. April wurde Tirschenreuth ohne Wissen des Oberkommandos der Wehrmacht in Bayreuth durch den Standortältesten als Lazarettstadt ausgewiesen und man signalisierte so, dass in der Stadt keine Waffen gelagert waren. Am 21. April 1945 um kurz nach 16:30 Uhr wurde die Stadt ohne Kampfhandlungen durch amerikanische Truppen besetzt.

### Nachkriegszeit und Gegenwart

Der untere Marktplatz während der Umgestaltung im Juli 2008

Mitte des zwanzigsten Jahrhunderts hatte der Bahnverkehr in Tirschenreuth seinen Höhepunkt. Seitdem nahm die Auslastung auf der Strecke zwischen Wiesau und Bärnau stetig ab. Am 28. Februar 1975 wurde der Personenverkehr zwischen Tirschenreuth und Bärnau eingestellt; die Schließung des Abschnitts zwischen Wiesau und Tirschenreuth folgte am 22. September 1989 mit der letzten Fahrt eines VT 98. Tirschenreuth ist seitdem eine der wenigen bayerischen Kreisstädte ohne Bahnanschluss. Die Gleise auf der ehemaligen Bahnstrecke wurden in den letzten Jahren zwischen Wiesau und Bärnau komplett abmontiert und durch einen Fahrradweg ersetzt.
In den 1990ern musste Tirschenreuth einen großen wirtschaftlichen Rückschlag verkraften. 1994 gab die Lorenz Hutschenreuther AG die Porzellanfabrik in der Bahnhofstraße in Tirschenreuth auf; die endgültige Schließung des Werkes folgte im Jahr darauf. Nach über 150 Jahren der Porzellanherstellung, durch die die Stadt bekannt geworden ist, endete damit das traditionsreiche Handwerk in Tirschenreuth. Nachdem es einige Jahre nach der Schließung einen Brand in dem Fabrikgebäude gegeben hatte, wurde es abgerissen und durch ein Einkaufszentrum ersetzt.
2004 wurde Tirschenreuth in das Förderprogramm Stadtumbau West aufgenommen und hat seitdem mehrere städtische Umbauprojekte getätigt. Das bisher größte Projekt war die Neugestaltung des Stadtzentrums mit dem gut 10.000 Quadratmeter großen Marktplatz. Zwischen 2007 und 2009 investierte die Stadt rund 4,5 Millionen Euro in die Umgestaltung des Platzes. Da die Neugestaltung in der Bevölkerung umstritten war, wurde sie erst durch einen Bürgerentscheid endgültig beschlossen.
Nachdem sich Tirschenreuth bereits für die Landesgartenschau 2007 beworben hatte und gescheitert war, erhielt die Stadt den Zuschlag für die kleine Landesgartenschau 2013, die von Mai bis August 2013 stattfand. Mittelpunkt der Gartenschau war der teilweise wieder angelegte, rund sechs Hektar große Stadtteich. Seitdem steht die Fischhofbrücke – nach über 200 Jahren – wieder im Wasser und überquert nicht mehr wie bisher eine Wiese. Rund um den Teich sind Grünflächen entstanden; für den Bau eines Hotels und eines Restaurants wurden die Gebäude der ehemaligen Brauerei Schels abgerissen.

### Bedeutung des Ortsnamens
Das Grundwort -reuth kennzeichnet Tirschenreuth als einen Ort, der durch Waldrodungen entstanden ist. Tirschen ist wahrscheinlich durch Lautverschiebungen aus dem Namen des Turso entstanden, der als Stadtgründer gilt (vgl. Lokator).

## Bevölkerung

### Bevölkerungsstruktur
| Alter von–bis | Einwohnerzahl | Anteil (%) |
| ------------- | ------------- | ---------- |
| 0 – 3         | 205           | 2,2        |
| 3 – 5         | 204           | 2,2        |
| 6 – 14        | 724           | 7,9        |
| 15 – 17       | 302           | 3,3        |
| 18 – 24       | 758           | 8,3        |
| 25 – 29       | 469           | 5,1        |
| 30 – 39       | 945           | 10,3       |
| 40 – 49       | 1449          | 15,8       |
| 50 – 64       | 1967          | 21,5       |
| 65 – 74       | 1048          | 11,4       |
| über 75       | 1083          | 11,8       |
| Gesamt        | 9154          | 100,0      |

| Bevölkerung                | Stand 9. Mai 2011 |
| -------------------------- | ----------------- |
| Einwohner                  | 9154              |
| davon männlich             | 4404              |
| davon weiblich             | 4750              |
| Deutsche                   | 8877              |
| davon männlich             | 4279              |
| davon weiblich             | 4598              |
| Ausländer                  | 277               |
| davon männlich             | 125               |
| davon weiblich             | 152               |
| Ausländeranteil in Prozent | 3,0               |

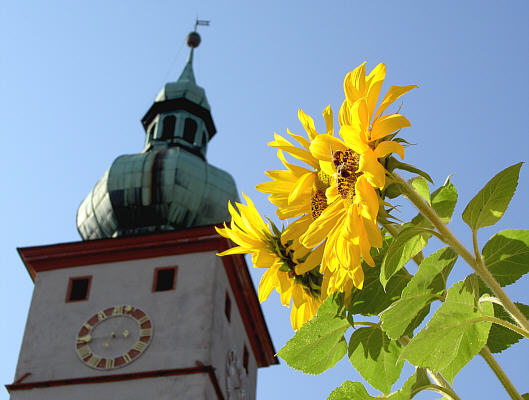
Stadtpfarrkirche

Quelle: Bayerisches Landesamt für Statistik und Datenverarbeitung

### Einwohnerentwicklung
Tirschenreuth hat rund 8700 Einwohner (Stand 2020), war um 1900 aber noch eine überschaubare Stadt mit etwa der halben Einwohnerzahl. Ein wesentlicher Schub in der Einwohnerentwicklung ergab sich während und nach dem Ende des Zweiten Weltkriegs, als viele Flüchtlinge aus den früheren Gebieten des Deutschen Reiches, vor allem dem Sudetenland, aufgenommen wurden. Betrug die Einwohnerzahl Tirschenreuths vor dem Krieg (1936) noch 5502, so stieg sie nach Kriegsende (1945) auf 8264 an, darunter waren mehr als 2300 Flüchtlinge, Evakuierte und Ausländer. Die Eingemeindung zahlreicher kleinerer Ortschaften im Umkreis der Stadt (s. o.) brachte in den 1970er Jahren eine weitere Zunahme. Die Volkszählung 2011 ergab zum Stichtag am 9. Mai 2011 für Tirschenreuth eine Bevölkerungsanzahl von 9154 Personen und korrigierte somit die Fortschreibung des Bayerischen Landesamtes für Statistik und Datenverarbeitung, das zum 31. Dezember 2011 von einer Bevölkerungszahl von 9072 Einwohnern ausging, rückwirkend nach oben.
| Jahr | Einwohner |
| ---- | --------- |
| 1644 | 195       |
| 1800 | 1100      |
| 1809 | 1744      |
| 1820 | 1936      |
| 1840 | 2279      |
| 1860 | 2390      |
| 1871 | 2462      |

| Jahr | Einwohner |
| ---- | --------- |
| 1890 | 3104      |
| 1900 | 3959      |
| 1910 | 4880      |
| 1920 | 4753      |
| 1930 | 5611      |
| 1940 | 5502      |
| 1960 | 7677      |

| Jahr  | Einwohner |
| ----- | --------- |
| 1961¹ | 7913      |
| 1970¹ | 8271      |
| 1980  | 9435      |
| 1990  | 9929      |
| 1995  | 9934      |
| 2000  | 9686      |
| 2005  | 9383      |

| Jahr | Einwohner |
| ---- | --------- |
| 2010 | 9099      |
| 2015 | 8899      |
| 2022 | 8655      |

¹ Volkszählungsergebnis
Zwischen 1988 und 2018 sank die Einwohnerzahl von 9698 auf 8707 bzw. um 10,2 %.
Bevölkerungsprognose
Die Bertelsmann-Stiftung, Wegweiser Demographischer Wandel, liefert Daten zur Entwicklung der Einwohnerzahl von 2959 Kommunen in Deutschland (Publikation Januar 2006).
Für Tirschenreuth wird ein Absinken der Bevölkerung von 2006 bis 2025 um 10,6 Prozent vorausgesagt.
Prognose der absoluten Bevölkerungsentwicklung von 2006 bis 2025 für Tirschenreuth (Hauptwohnsitze):
| Jahr | Einwohner |
| ---- | --------- |
| 2006 | 9284      |
| 2010 | 9060      |
| 2015 | 8779      |
| 2020 | 8524      |
| 2025 | 8299      |

Der tatsächliche Bevölkerungsverlust ist bis jetzt nicht so hoch wie vorhergesagt.

### Religionen
Der weitaus überwiegende Teil der Tirschenreuther Bevölkerung ist mit 82,5 Prozent römisch-katholisch. Die katholische Gemeinde ist nach Mariä Aufnahme in den Himmel benannt und verfügt über mehrere Kirchen in der Stadt und den Ortsteilen. Tirschenreuth ist Sitz des Dekanats Tirschenreuth, das zusammen mit dem Dekanat Kemnath-Wunsiedel eine Region innerhalb des Bistums Regensburg bildet. Die zweitgrößte Glaubensgemeinschaft bildet die Evangelisch-Lutherische Kirche, der 8,3 Prozent der Bevölkerung angehören und deren einziges Gotteshaus die Erlöserkirche ist. Die evangelisch-lutherisches Kirchengemeinde Tirschenreuth gehört zum Evangelisch-Lutherischen Dekanat Cham/Sulzbach-Rosenberg/Weiden. Insgesamt 9,1 Prozent gehören anderen Religionsgemeinschaften an oder machten keine Angaben über die Religionszugehörigkeit.

## Politik

### Stadtrat
Der Stadtrat besteht aus 20 Mitgliedern und wird im Zuge der Kommunalwahl alle sechs Jahre zusammen mit dem Bürgermeister gewählt. Bei der letzten Wahl am 15. März 2020 waren 7.212 Personen wahlberechtigt, von denen 4.775 von ihrem Wahlrecht Gebrauch machten. Die Wahlbeteiligung lag bei 66,2 Prozent.

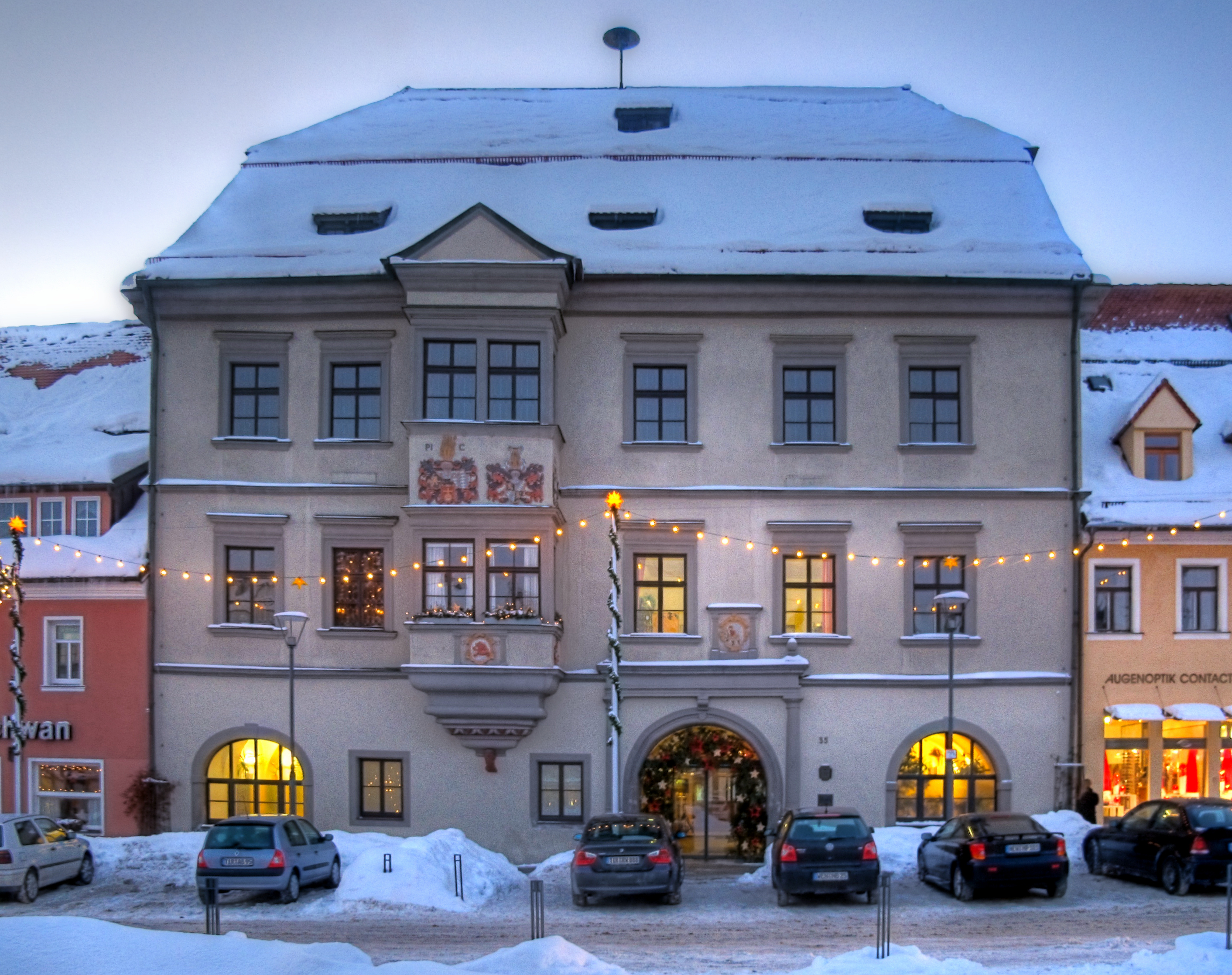
Das Tirschenreuther Rathaus

| Stadtrat von Tirschenreuth: Wähleranteil und Sitze seit 2002                                                  | Stadtrat von Tirschenreuth: Wähleranteil und Sitze seit 2002 | Stadtrat von Tirschenreuth: Wähleranteil und Sitze seit 2002 | Stadtrat von Tirschenreuth: Wähleranteil und Sitze seit 2002 | Stadtrat von Tirschenreuth: Wähleranteil und Sitze seit 2002 | Stadtrat von Tirschenreuth: Wähleranteil und Sitze seit 2002 | Stadtrat von Tirschenreuth: Wähleranteil und Sitze seit 2002 | Stadtrat von Tirschenreuth: Wähleranteil und Sitze seit 2002 | Stadtrat von Tirschenreuth: Wähleranteil und Sitze seit 2002 | Stadtrat von Tirschenreuth: Wähleranteil und Sitze seit 2002 | Stadtrat von Tirschenreuth: Wähleranteil und Sitze seit 2002 | Stadtrat von Tirschenreuth: Wähleranteil und Sitze seit 2002 | Stadtrat von Tirschenreuth: Wähleranteil und Sitze seit 2002 | Stadtrat von Tirschenreuth: Wähleranteil und Sitze seit 2002 | Stadtrat von Tirschenreuth: Wähleranteil und Sitze seit 2002 | Stadtrat von Tirschenreuth: Wähleranteil und Sitze seit 2002 | Stadtrat von Tirschenreuth: Wähleranteil und Sitze seit 2002 | Stadtrat von Tirschenreuth: Wähleranteil und Sitze seit 2002 | Stadtrat von Tirschenreuth: Wähleranteil und Sitze seit 2002 | Stadtrat von Tirschenreuth: Wähleranteil und Sitze seit 2002 | Stadtrat von Tirschenreuth: Wähleranteil und Sitze seit 2002 | Stadtrat von Tirschenreuth: Wähleranteil und Sitze seit 2002 |
| --- | ------------------------------------------------------------ | ------------------------------------------------------------ | ------------------------------------------------------------ | ------------------------------------------------------------ | ------------------------------------------------------------ | ------------------------------------------------------------ | ------------------------------------------------------------ | ------------------------------------------------------------ | ------------------------------------------------------------ | ------------------------------------------------------------ | ------------------------------------------------------------ | ------------------------------------------------------------ | ------------------------------------------------------------ | ------------------------------------------------------------ | ------------------------------------------------------------ | ------------------------------------------------------------ | ------------------------------------------------------------ | ------------------------------------------------------------ | ------------------------------------------------------------ | ------------------------------------------------------------ | ------------------------------------------------------------ |
| Wahlperiode                                                                                                   | Christlich-Soziale Union in Bayern                           | Christlich-Soziale Union in Bayern                           | Freie Wähler                                                 | Freie Wähler                                                 | B90/Grüne                                                    | B90/Grüne                                                    | SPD                                                          | SPD                                                          | WGU                                                          | WGU                                                          | Rat                                                          |                                                              |                                                              |                                                              |                                                              |                                                              |                                                              |                                                              |                                                              |                                                              |                                                              |
| Wahlperiode                                                                                                   | %                                                            |                                                              | %                                                            |                                                              | %                                                            |                                                              | %                                                            |                                                              | %                                                            |                                                              |                                                              |                                                              |                                                              |                                                              |                                                              |                                                              |                                                              |                                                              |                                                              |                                                              |                                                              |
| 2002–2008 | 48,08                                                        | 10                                                           | 23,81                                                        | 5                                                            | -                                                            | -                                                            | 19,54                                                        | 4                                                            | 8,57                                                         | 1                                                            | 20                                                           |                                                              |                                                              |                                                              |                                                              |                                                              |                                                              |                                                              |                                                              |                                                              |                                                              |
| 2008–2014 | 50,21                                                        | 10                                                           | 25,12                                                        | 5                                                            | -                                                            | -                                                            | 14,32                                                        | 3                                                            | 10,35                                                        | 2                                                            | 20                                                           |                                                              |                                                              |                                                              |                                                              |                                                              |                                                              |                                                              |                                                              |                                                              |                                                              |
| 2014–2020 | 48,24                                                        | 10                                                           | 27,48                                                        | 5                                                            | 6,62                                                         | 1                                                            | 9,75                                                         | 2                                                            | 7,90                                                         | 2                                                            | 20                                                           |                                                              |                                                              |                                                              |                                                              |                                                              |                                                              |                                                              |                                                              |                                                              |                                                              |
| 2020–2026 | 53,3                                                         | 11                                                           | 26,5                                                         | 5                                                            | 7,6                                                          | 2                                                            | 6,7                                                          | 1                                                            | 5,9                                                          | 1                                                            | 20                                                           |                                                              |                                                              |                                                              |                                                              |                                                              |                                                              |                                                              |                                                              |                                                              |                                                              |
| Quellen: Radio Ramasuri (radio ramasuri.de) und das Bayerische Landesamt für Statistik und Datenverarbeitung. |                                                              |                                                              |                                                              |                                                              |                                                              |                                                              |                                                              |                                                              |                                                              |                                                              |                                                              |                                                              |                                                              |                                                              |                                                              |                                                              |                                                              |                                                              |                                                              |                                                              |                                                              |

### Bürgermeister
Seit der Wahl im Jahr 2002 ist das CSU-Mitglied Franz Stahl Erster Bürgermeister der Stadt Tirschenreuth, er bekam bei der Stichwahl 53,99 Prozent der Wählerstimmen. Bei der Wahl 2008 wurde er mit 66,92 Prozent, bei der Wahl 2014 mit 86,6 Prozent aller Stimmen wiedergewählt.
Sein Vorgänger war Franz Fink von der SPD.
Bei den bayerischen Kommunalwahlen am 15. März 2020 erhielt Franz Stahl 92 Prozent aller Stimmen. Ein Gegenkandidat trat nicht an.

### Wappen und Flagge
|  | Blasonierung: „Geteilt von Blau und Silber; oben über einer goldenen Zinnenmauer mit Tor und beiderseits je einem goldenen Turm die stehende goldene Figur eines Abtes mit Mitra, Krummstab und Buch; unten auf grünem Boden zwischen zwei grünen Laubbäumen ein grün gekleideter Mann, der mit einer Haue rodet.“ |
|  | |

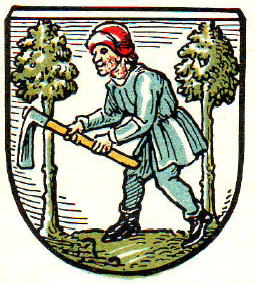
In den 1920er Jahren verwendetes Wappen
Wappen von Tirschenreuth seit 1966
Flagge Tirschenreuths

Das älteste bekannte Siegel Tirschenreuths stammt aus dem Jahr 1364. Die Stadt erhielt in diesem Jahr durch Abt Johann V. des Klosters Waldsassen die Stadtrechte und mit diesem auch ein Stadtsiegel. In diesem wird, damals wie heute, die Herrschaft des Klosters über Tirschenreuth zum Ausdruck gebracht. Das Siegel zeigte eine Zinnenmauer mit offenem Tor und zwei viereckigen Türmen mit Spitzhelmen. Über dem Tor steht ein Abt mit Mitra, Krummstab und Buch. Im unteren Teil sieht man den Ortsgründer Turso mit der Hacke, der die Fläche rodete, auf der Tirschenreuth erbaut wurde. Als Inschrift am Rand steht der lateinische Spruch „Sigillium civium in Tursenreut“. Dieses Siegel ist auf mehreren Dokumenten aus dem 15., 16. und 17. Jahrhundert enthalten. Daneben ist aus Dokumenten und Urkunden aus dem 16. Jahrhundert ersichtlich, dass Tirschenreuth auch ein kleines Siegel verwendete. Es war nur rund halb so groß wie das große Stadtsiegel, trug die Inschrift „Secretum civium Tursenreut“ und zeigte lediglich einen Mann in bäuerlicher Kleidung. Durs bedeutet im Althochdeutschen so viel wie Dämon oder Riese, daher ist es eher fraglich, ob es einen Stadtgründer dieses Namens gegeben hat.
Das heutige Wappen enthält dieselben Symbole wie das Siegel aus dem Jahr 1364, es wurden lediglich kleinere Veränderungen in der Darstellung vorgenommen. Das Wappen ist seit dem von Abt Johannes V. im Jahr 1364 verliehenen großen Stadtsiegel bezeugt und wurde 1966 durch den Stadtrat und das Staatsministerium des Innern neu bestätigt.
Die Flagge der Stadt zeigt zwei Streifen in Gelb und Grün, teilweise mit dem Stadtwappen.

### Partnerschaften

#### Städtepartnerschaften
| Die Tirschenreuther Städtepartnerschaften | Die Tirschenreuther Städtepartnerschaften | Die Tirschenreuther Städtepartnerschaften | Die Tirschenreuther Städtepartnerschaften | Die Tirschenreuther Städtepartnerschaften |
| ----------------------------------------- | ----------------------------------------- | ----------------------------------------- | ----------------------------------------- | ----------------------------------------- |
| Stadtwappen von La Ville-du-Bois          | La Ville-du-Bois                          | Frankreich                                | 2001                                      | Frankreich                                |
| Stadtwappen von Planá                     | Planá u Mariánských Lázní                 | Tschechien                                | 2008                                      | Tschechische Republik                     |
| Stadtwappen von Lauf an der Pegnitz       | Lauf an der Pegnitz                       | Deutschland                               | 2011                                      | Deutschland                               |

Die erste der Tirschenreuther Städtepartnerschaften wurde am 17. November 2001 mit der französischen Stadt La Ville-du-Bois im Département Essonne bei Paris, durch den damaligen Bürgermeister Franz Fink und den Bürgermeister von La Ville-du-Bois vereinbart. Zum Aufbau und zur Vertiefung der Beziehungen beider Städte wurde der Partnerschaftsverein AMITIÉ (deutsch: Freundschaft) gegründet, der regelmäßig Austauschprogramme organisiert.
Eine besondere Partnerschaft wurde im November 2004 in Karlsbad in Tschechien von acht Städten und Gemeinden in Europa unterzeichnet. Die Kaolinstädtepartnerschaft verbindet Orte, die in besonderer Beziehung zum Rohstoff Kaolin stehen. Mitglieder sind die Städte Hirschau, Königswartha, Mügeln, Schnaittenbach, die ehemalige Gemeinde Sornzig-Ablaß und Tirschenreuth in Deutschland, Nová Role in Tschechien sowie Nowogrodziec in Polen.
Eine weitere Partnerstadt ist das nur etwa 30 Kilometer entfernte Planá u Mariánských Lázní in Tschechien. Die Partnerschaftsurkunde wurde am 5. Juni in Tirschenreuth und am 6. Juni 2008 in Planá unterzeichnet. Von Tirschenreuth aus werden regelmäßig Fahrten in die Partnerstadt angeboten. Im Juli (nach dem 26 Juli)  findet jährlich eine Wallfahrt zur Wallfahrtskirche St. Anna in Planá statt, einer bedeutenden Wallfahrtsstätte im westböhmischen Raum.
Das jüngste Partnerschaftsabkommen besteht mit der mittelfränkischen Stadt Lauf an der Pegnitz. Die Beziehungen zwischen Lauf an der Pegnitz und Tirschenreuth begannen bereits in den 1970er Jahren, als beide Städte in einer Quizsendung des Bayerischen Rundfunks gegeneinander antraten. Daraus entwickelte sich eine jahrzehntelange Städtefreundschaft, die am 3. Juni 2011 durch eine Städtepartnerschaft vertieft wurde.

#### Patenschaften
Eine besondere Patenschaft übernahm die Stadt Tirschenreuth am 12. November 1953 mit dem Heimatkreis Plan-Weseritz. Dieser vertritt die ehemaligen Bewohner des früheren politischen Bezirkes Plan-Weseritz in der Tschechoslowakei. Neben dem Egerländer Musikantenbrunnen, den der Heimatverein Plan-Weseritz 1984 der Patenstadt Tirschenreuth stiftete, widmete man dem Heimatkreis auch einen der fünf Themenbereiche im Museumsquartier.

## Kultur und Sehenswürdigkeiten

### Kino und Theater
Im Gewerbegebiet Ost steht das Multiplex-Kino Cineplanet. Es verfügt über sieben Kinosäle mit 46 m² großen Leinwänden und bietet Platz für insgesamt 736 Personen. Das kleine Luitpold Theater befindet sich in zentraler Lage am Stadtkern. Bis vor einigen Jahren war in dem Gebäude ein Kino. Zuletzt wurde es als Spielstätte des Modernen Theaters Tirschenreuth und für Kabarettveranstaltungen genutzt. Zurzeit ist dort allerdings kein Spielbetrieb möglich, da umfassende Renovierungs- und Umbaumaßnahmen durchgeführt werden müssen. Die Theaterveranstaltungen des Modernen Theaters und der Stadt Tirschenreuth finden im Kultur- und Veranstaltungszentrum Kettelerhaus Tirschenreuth statt.

### Museen

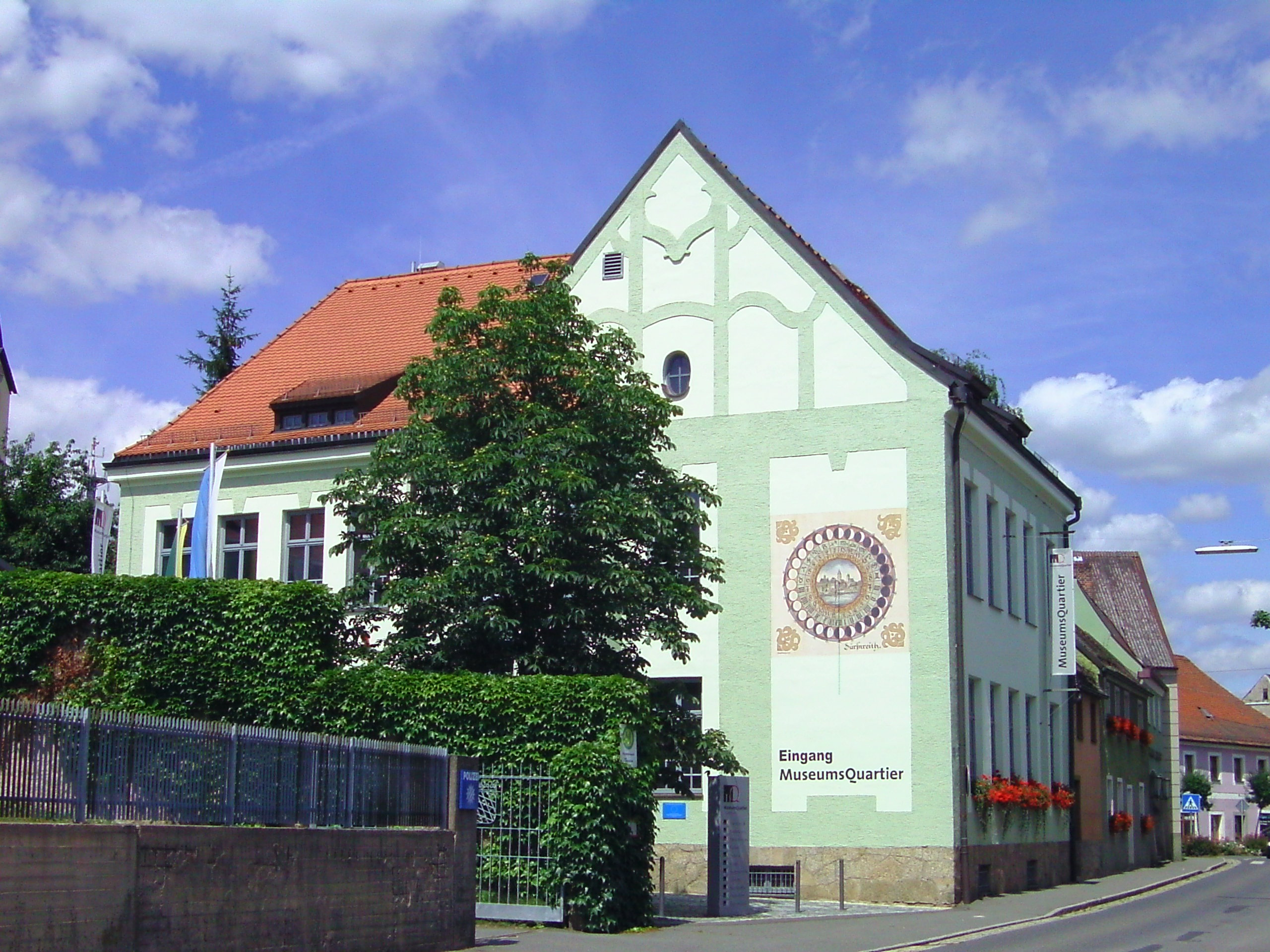
Das Oberpfälzer Fischereimuseum

Das Museumsquartier Tirschenreuth (MQ) besteht aus dem Oberpfälzer Fischereimuseum, dem Touristeninformationszentrum, dem Haus am Teich, dem rekonstruierten Klostergarten und dem sanierten Alten Kloster. Ein unterirdischer Gang verbindet das Alte Kloster und das Fischereimuseum miteinander. Einer der sechs Themenbereiche, die im ehemaligen Kloster präsentiert werden, ist das Porzellan, für das Tirschenreuth seit 1838 bekannt war; das Museum befindet sich an der Bayerischen Porzellanstraße. Weitere Bereiche sind die Stadtgeschichte und die traditionelle Teichwirtschaft in der Stiftländer Teichpfanne sowie der Heimatkreis Plan-Weseritz. Neben einer Krippenausstellung informiert das Museum auch über die berühmteste Persönlichkeit der Stadt, den bayerischen Sprach- und Mundartforscher Johann Andreas Schmeller.
Das 1982 eröffnete Oberpfälzer Fischereimuseum befindet sich in der Regensburger Straße an der Stelle, an der bis zum 19. Jahrhundert das Tirschenreuther Schloss stand. Themenbereiche sind unter anderem die Flussfischerei, die Teichwirtschaft und die Angelfischerei. Dokumentiert ist auch die Geschichte der Fischerei im Raum Tirschenreuth vom 11. Jahrhundert bis in die heutige Zeit. Im Museum zeigen vier große Aquarien einheimische Fische wie Karpfen und Forellen in ihrer natürlichen Umgebung.

### Bauwerke

#### Kirchen und Kapellen

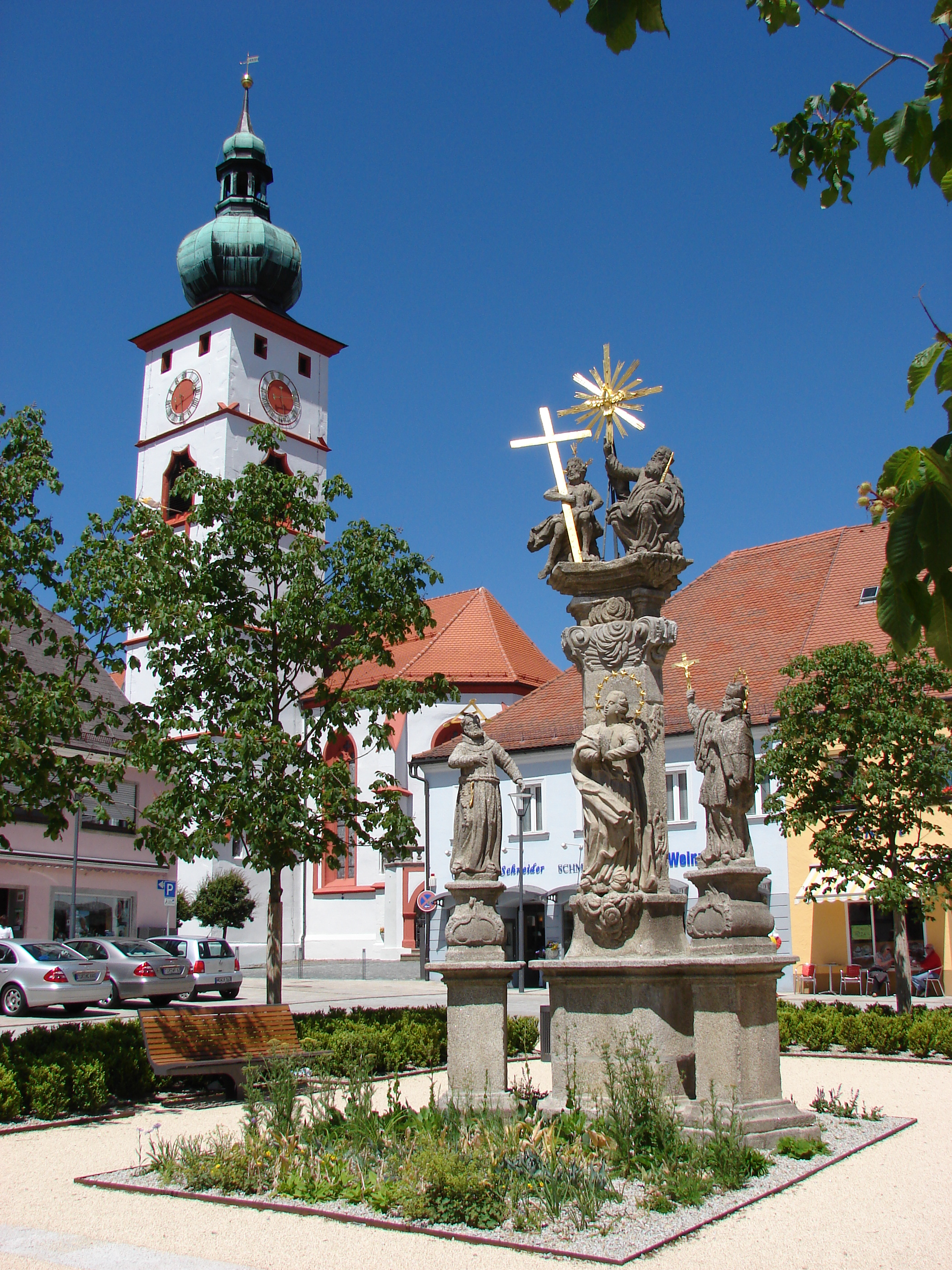
Die Dreifaltigkeits-Säule, im Hintergrund die Stadtpfarrkirche Mariä Himmelfahrt

Die Stadtpfarrkirche Mariä Himmelfahrt am nördlichen Ende des Marktplatzes ist der größte katholische Kirchenbau der Stadt. Er stammt vermutlich aus der zweiten Hälfte des 13. Jahrhunderts und ist im Stil der Gotik erbaut. Eine Besonderheit ist der Flügelaltar aus der Zeit der Spätgotik. Der Sakralbau wurde mehrmals durch Brände oder Kriege zerstört, so auch bei den beiden Stadtbränden 1475 und 1814. Anfang des 18. Jahrhunderts wurde südlich neben dem 46 Meter hohen Kirchturm eine Gnadenkapelle mit dem Gnadenbild der Schmerzhaften Muttergottes angebaut. Heute ist nur noch der Chorraum der Kirche gotisch, das übrige Gebäude ist in barockem Stil gehalten.
Die älteste Kirche in Tirschenreuth ist die Alte Sankt-Peter-Kirche, deren Vorgängerbau vermutlich bereits im 11. Jahrhundert entstanden ist. Urkundlich erwähnt wurde sie schon 1130 und sie war bis zum Beginn des 14. Jahrhunderts die Pfarrkirche Tirschenreuths. Im Spätmittelalter und im 18. Jahrhundert wurde sie mehrmals umgebaut und erweitert.
Im Jahr 1963 von den Steyler Missionaren erbaut, ist die Neue Sankt-Peter-Kirche die jüngste Kirche Tirschenreuths. Sie ist nur wenige Meter von der Alten Sankt-Peter-Kirche entfernt und trägt das Patrozinium der Dreifaltigkeit. Der Grundriss der Kirche ist ein Sechseck, das Symbol der Allmacht Gottes. Obwohl sie erst rund 50 Jahre alt ist, gehört die Neue Sankt-Peter-Kirche zu den denkmalgeschützten Bauwerken.

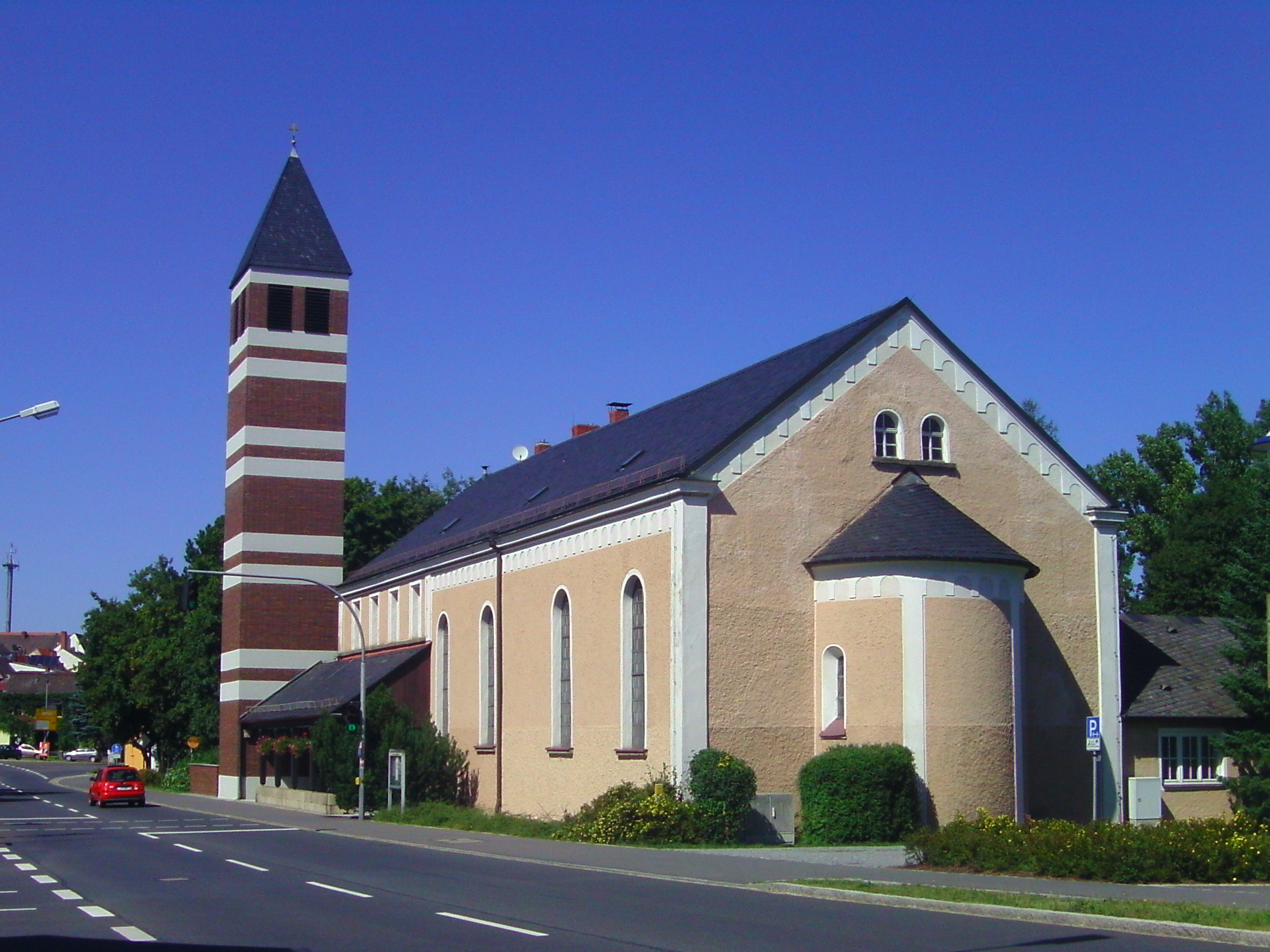
Die Erlöserkirche ist die einzige evangelische Kirche Tirschenreuths

Die kleine Fatimakirche am Luitpoldplatz wurde in der Mitte des 19. Jahrhunderts als Klosterkirche Sankt Kunigund für das benachbarte Kloster der Armen Schulschwestern von Unserer Lieben Frau erbaut. Das Kirchenbauwerk im neugotischen Stil wurde bis zur Aufgabe des Klosters im Jahr 1979 von den Schulschwestern genutzt. Anschließend wurde sie renoviert und erhielt ihren heutigen Namen. An der Nordseite der Kirche erklingt viermal am Tag ein Glockenspiel.
Auf dem Stadtfriedhof steht die Friedhofskirche St. Johannis, erbaut in den Jahren 1594 bis 1596. Die über die Jahrhunderte baufällig gewordene Kirche ließ der gebürtige Tirschenreuther Tuchmacher Johann Georg Neber 1783 neu errichten. In den 1970er Jahren befand sie sich erneut in schlechtem Zustand und wurde renoviert. Innen befindet sich seit 2006 an der Rückseite wieder der 1939 geschaffene und aus 29 verschiedenen Tafeln bestehende Totentanz.
An der Äußeren Regensburger Straße steht die Erlöserkirche, die einzige evangelische Kirche der Stadt. Im Jahr 1904 erwarb die evangelische Gemeinde die Gaststätte zur Turnhalle mit dem angrenzenden Tanzsaal, um dort ein Gotteshaus einzurichten. Bis in die 1960er Jahre hatte die Kirche nur ein kleines Türmchen auf dem Dach, erst 1964 wurde nördlich des Gebäudes ein Kirchturm angefügt.
Im Stadtgebiet gibt es sieben Kapellen. Die Fischhofkapelle ist eine Rokokokapelle in Form eines Rundturmes, sie wurde um das Jahr 1715 an den Fischhof angebaut. Auf einem Rokokogitter befindet sich das Wappen des Waldsassener Abtes Wigand Deltsch. Seit der Aufhebung des Klosters 1803 wird die Kapelle nicht mehr genutzt. Die Murschrottkapelle ist eine kleine Wallfahrtskapelle in der Nähe des Friedhofs, die Anfang des 20. Jahrhunderts über der Murschrottquelle errichtet wurde. Die Wallfahrt zu dieser Kapelle hat ihren Ursprung im Jahr 1692. Weitere Kapellen sind die Vorholzkapelle, die Sägmühlkapelle, die Schirmerkapelle und die Mieskapelle.

#### Weitere Bauten

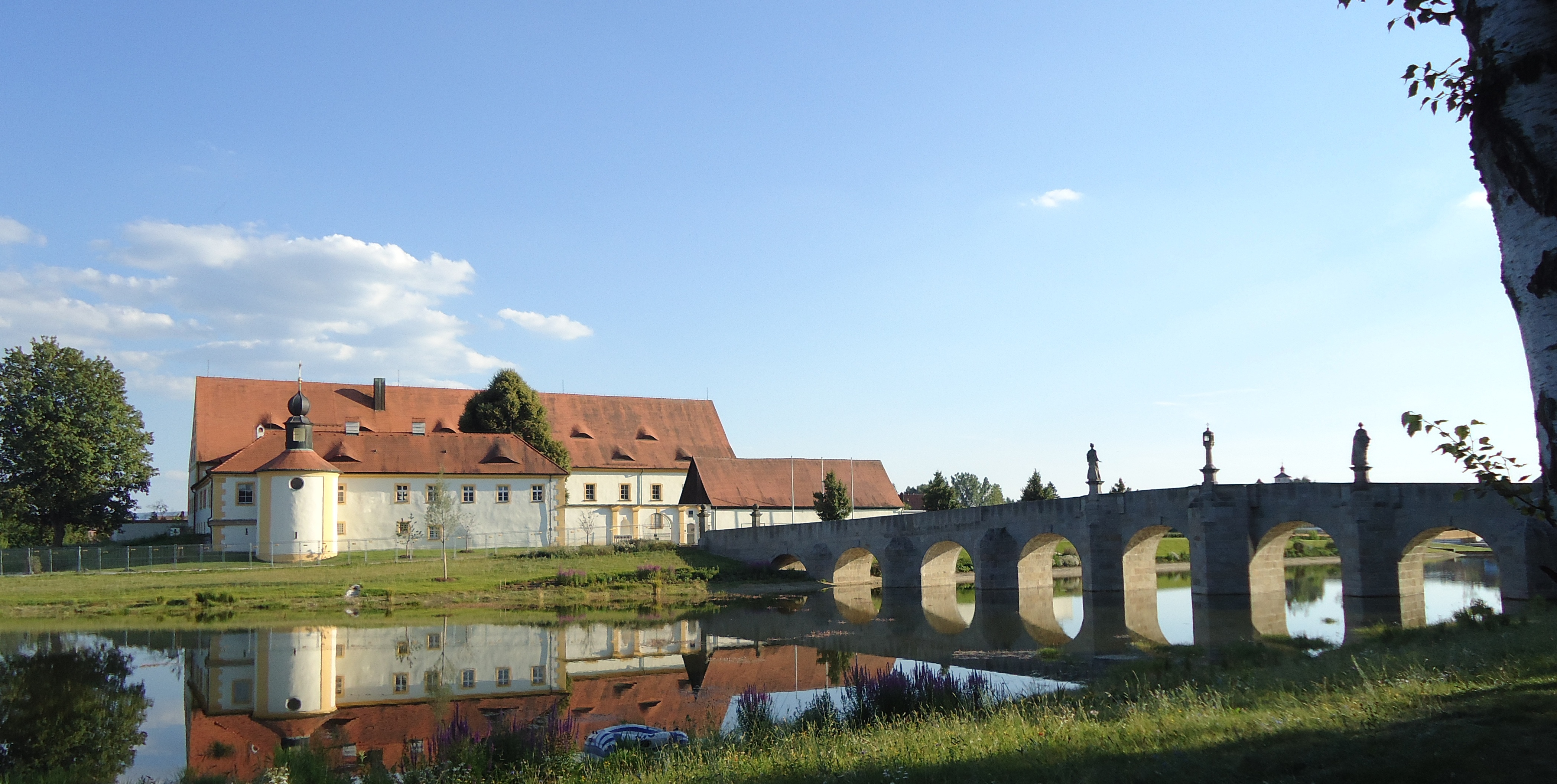
Der Fischhof und die Fischhofbrücke, die seit 2011 wieder im Wasser steht

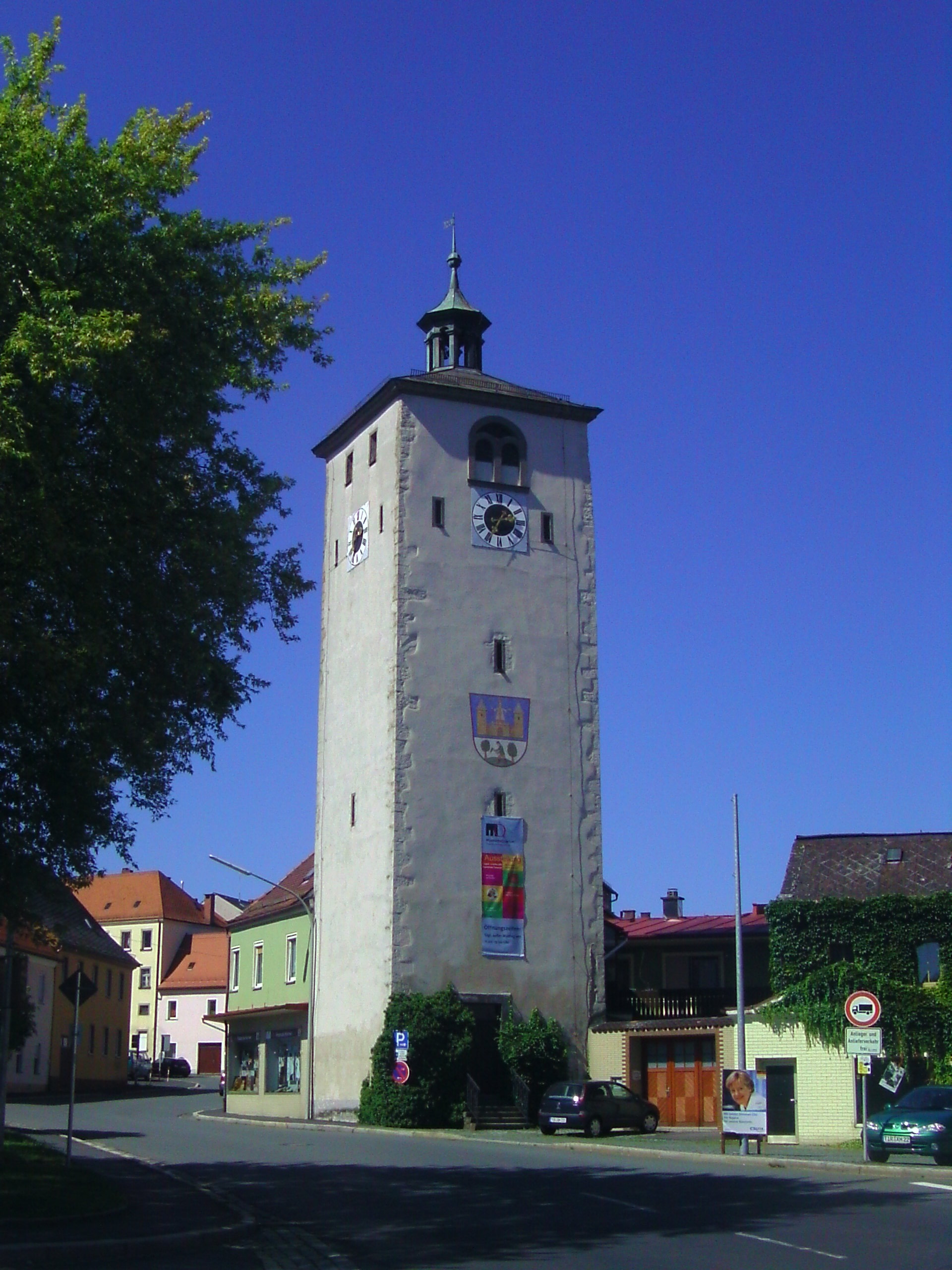
Der Klettnersturm ist der letzte Rest der ehemaligen Stadtbefestigung

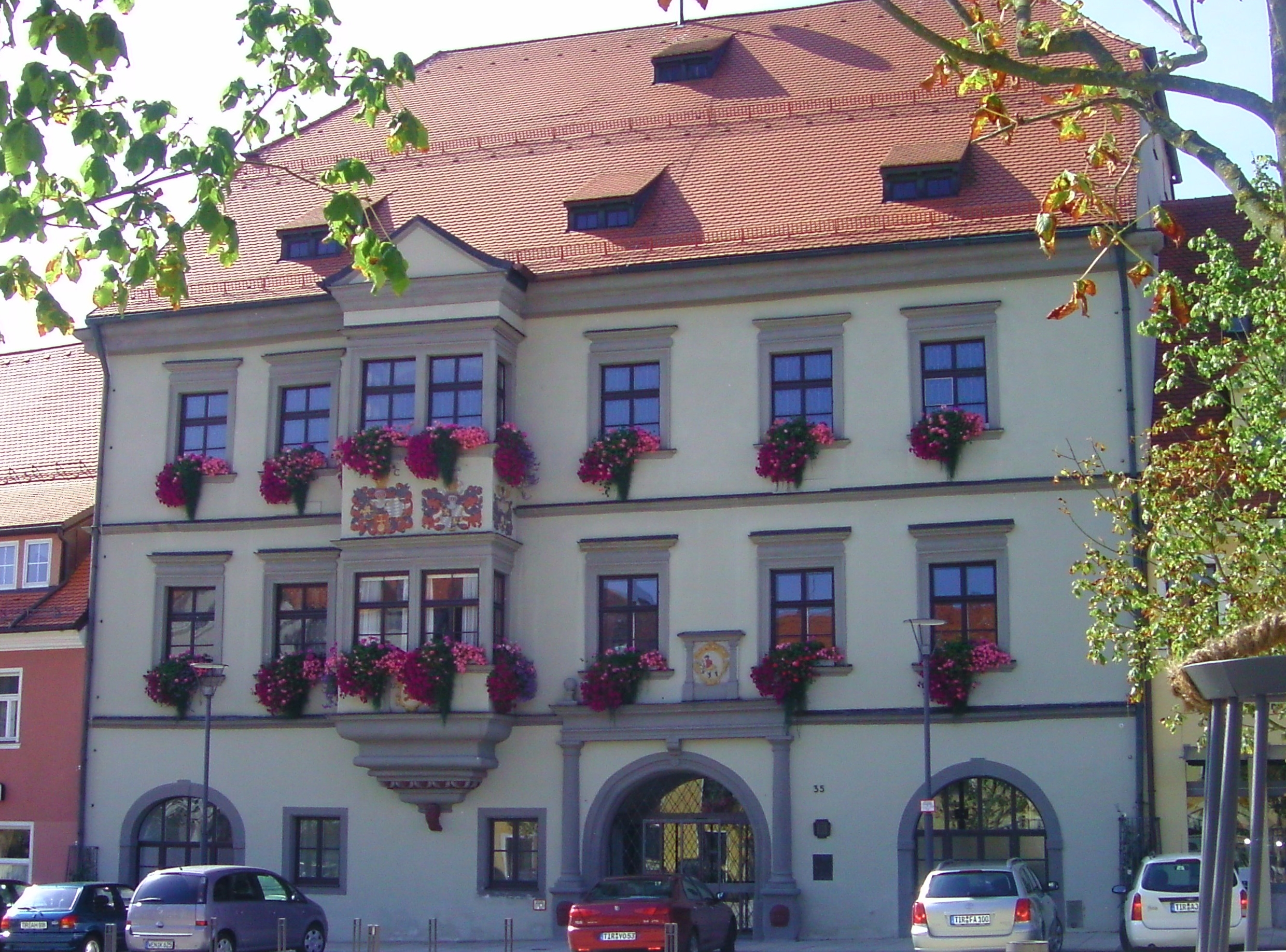
Das Tirschenreuther Rathaus am oberen Marktplatz

Der Fischhof östlich der Altstadt beherbergt heute das Amtsgericht von Tirschenreuth. Erbaut durch den Abt des Klosters Waldsassen im Jahr 1219, stand der Gebäudekomplex jahrhundertelang inmitten des oberen Stadtteiches. Der Fischhof diente dem Kloster als Zehnthof, in dem das Korn, welches das Kloster von den Bauern erhielt, gelagert wurde. Das Gebäude, das ursprünglich durch eine Holzbrücke mit dem Land verbunden war, diente auch als herzogliche Residenz der Kurfürsten und als Sommersitz der Äbte. Während des Dreißigjährigen Krieges wurde die Grangia Vischhove von den Schweden niedergebrannt und 1689 in der jetzigen Form wiederaufgebaut. Die Türen aus der Barockzeit sind ebenso wie die Räume noch vorhanden und wurden renoviert. Im Obergeschoss befindet sich die barocke Kapelle der Heiligen Stanislaus und Aloysius.
Das Tirschenreuther Rathaus wurde 1582 bis 1583 im Renaissancestil erbaut. Es befand sich lange Zeit in der Mitte des oberen Marktplatzes und wurde zur Erleichterung des Verkehrs in die Häuserzeile am oberen Marktplatz versetzt. Beim Stadtbrand im Jahr 1814 blieb von dem Gebäude nur die Vorderseite mit dem Renaissance-Erker stehen. Der Erker ist vorne mit dem Wappen der Kurpfalz und dem Waldsassener Klosterwappen geschmückt; an den beiden Schmalseiten befinden sich weitere vier Wappen, bei denen es sich vermutlich um die bürgerlichen Wappen der damaligen Bürgermeister aus dem Jahr 1583 handelt.
Im Süden der Altstadt steht der Klettnersturm, der letzte verbliebene und sichtbare Rest der ehemaligen Stadtbefestigung. Der im Jahr 1330 durch Abt Johann IV. des Klosters Waldsassen erbaute Turm am südlichen Ende der Stadtmauer diente der Stadt als Wehrturm. Auf Anordnung des Stadtmagistrats wurde der Klettnersturm 1529 unter Mitarbeit der Bürger um zwei Stockwerke erhöht und hat seitdem eine Höhe von 33 Metern. Namensgeber des Wehrturms war eine Familie namens Klettner, die 1615 die Turmstube bezog und den Turm lange Zeit bewohnte. Seit 1972 ist der Klettnersturm nicht mehr bewohnt.
Der Pfarrhof an der Nordseite der Kirchplatzes ist eines der wenigen Gebäude in Tirschenreuth, die vom großen Stadtbrand 1814 verschont blieben. Erbaut durch Abt Anselm vom Kloster Waldsassen zwischen 1720 und 1722, ist das an einem Hang errichtete Pfarrhaus eines der letzten Zeugen der barocken Bebauung der Tirschenreuther Altstadt vor dem Stadtbrand. Im 19. Jahrhundert beherbergte das Gebäude zuerst das königliche Landgericht und anschließend das königliche Bezirksamt.
Das Zentrum der Stadt bildet der gut zehntausend Quadratmeter große Tirschenreuther Marktplatz. Den gut 230 Meter langen Platz zieren bereits seit den 1830er Jahren zwei Reihen von Kastanienbäumen und jeweils auf der unteren und der oberen Hälfte des Platzes ein Brunnen. Auf dem rechteckigen Maximilianplatz, so der offizielle Name des Platzes, finden viele Märkte und andere städtische Veranstaltungen statt. Hier befinden sich auch zahlreiche denkmalgeschützte Gebäude, ein Denkmal für Johann Andreas Schmeller sowie die Dreifaltigkeits-Säule. Der Marktplatz bildet neben dem TEO-Einkaufszentrum den größten Einzelhandelsstandort der Stadt mit vielen Geschäften und Gaststätten. Zwischen 2007 und 2009 erfolgte nach einem positiven Bürgerentscheid eine Umgestaltung des Platzes.
Im Stadtgebiet Tirschenreuth gibt es auch zwei historische Steinbrücken. Die bekanntere ist die Fischhofbrücke, die zum Fischhof führt. Sie wurde von 1748 bis 1750 nach Plänen des Waldsassener Baumeisters Philipp Muttone erbaut und ist der Steinernen Brücke in Regensburg nachempfunden. Seit der kleinen Landesgartenschau 2013 führt die Fischhofbrücke, nachdem sie 200 Jahre lang trockengelegt war, wieder über einen Teich. Sie wird ergänzt durch die Max-Gleißner-Brücke, eine moderne Spannbandbrücke. Die andere ist die Johannisbrücke, die den kleinen Mühlbach überquert. Sie wurde wie die Fischhofbrücke vom Kloster Waldsassen errichtet.
Die Fronfeste, in der die Polizeiinspektion untergebracht ist, ist Teil des ehemaligen Tirschenreuther Schlosses. Das Gebäude steht unter Denkmalschutz.
Die Himmelsleiter (Aussichtspunkt) westlich von Tirschenreuth vom Architekturbüro Brückner & Brückner.

#### Schutzgebiete
Die Stadt Tirschenreuth ist umgeben von ausgedehnten Waldflächen. Direkt an die Stadt grenzt im Norden und Westen die Stiftländer Teichpfanne. Die meisten der Teiche werden noch für die Karpfenzucht verwendet. Im Nadelwald bei Pilmersreuth an der Straße befindet sich die Teufelsküche. Das von Granitfelsen umgebene Bachtal ist ein beliebtes Wanderziel.
Der Wolfenstein ist eine einzeln stehende Felsformation nahe Hohenwald. Die Granitblöcke sehen durch Wollsackverwitterung wie aufeinandergestapelte Säcke aus.
Das Naturschutzgebiet Wondrebaue nördlich von Tirschenreuth.

##### Rothenbürger Weiher
Der Rothenbürger Weiher gehört mit einer Größe von 16 Hektar und einer maximalen Wassertiefe von vier Metern zu den größten Angel- und Badeweihern der Tirschenreuther Teichpfanne. Er liegt, umgeben von Wald und Wiesen. drei Kilometer südwestlich der Kreisstadt und wurde Ende des 15. Jahrhunderts von Untertanen des Klosters Waldsassen unter Anleitung eines Teichschütters angelegt. Durch den Frondienst des Teichscharwerks waren sie verpflichtet, beim Bau und der Reparatur von Teichen zu helfen. Bei der Dammaufschüttung wurden angrenzende Grundstücke des adeligen Geschlechts der Peidler unter Wasser gesetzt. Nach einem langen Rechtsstreit, kam es erst 1491  mit Erhard I. Jakobi zu einer Einigung. Er entschädigte die „Peidler aus Cunreut“ (jetzt: Dürnkonreuth), Verwandte der Lengenfelder für eine, bei der Dammaufschüttung des Rothenbürger Weihers „verschütt und ertrenkt gegangene Wismadt“ mit den Zehnteinkünften aus dem Ort Dürnkonreuth. Der Klosterteich kam 1560 nach der Reformation in den Besitz des protestantischen pfälzischen Kurfürsten Friedrich III., der Fromme als Landesherr der Oberen Pfalz. Der Weiher wurde in den folgenden hundert Jahren an wechselnde Bewirtschafter verpachtet, in der Zeit des Dreißigjährigen Krieges an die Stadt Tirschenreuth. Als Kriegsentschädigung erhielt der katholische baierische Kurfürst Maximilian I. 1621 die Oberpfalz und gliederte sie 1628 in sein Herzogtum Churbaiern ein. Nach der Gegenreformation und Rekatholisierung erhielt das wiederhergestellte Kloster Waldsassen 1669 das Eigentum über den Weiher. Nach der Säkularisierung wurde der Teich 1805 für 2470 Gulden, was dem der Wert eines stattlichen Bauernhofes entsprach, an zehn Bauern aus Brunn, Grün, Poppenreuth und Schwarzenbach verkauft. 1858 bewirtschaftete der Sandmüller von Falkenberg, ein Vorfahr des heutigen Besitzers, die Hälfte des Rothenbürger Weihers. Seit 1908 ist der Rothenbürger Weiher im alleinigen Eigentum der Sandmühle. Er wird zur Angelfischerei von Schleie, Hecht, Zander, Aal und Weißfischen genutzt.

### Sport

Freibad Tirschenreuth

Ältester Sportverein Tirschenreuths ist die Schützengesellschaft 1549. Noch vor Beginn des 20. Jahrhunderts bildeten sich der Sportverein ATSV Tirschenreuth (1892) und der Männergesangsverein 1886. Im Jahr 1995 entstand der Tirschenreuther Schwimm-Club, welcher zusammen mit dem Partnerverein SV 08 Auerbach der Schwimmgemeinschaft (SG) Nordoberpfalz angehört und auf regionaler, überregionaler, bundesdeutscher und internationaler Ebene erfolgreich ist. Die Damen- und Herrenmannschaften der SG Nordoberpfalz schwimmen in der Landesliga Bayern. 1997 wurde die Turngemeinschaft 1997 e. V. gegründet. Drei Fußballvereine sind in Tirschenreuth ansässig: FC Tirschenreuth (Bezirksliga Oberfranken Ost), ATSV Tirschenreuth (Kreisklasse Ost Hof/Marktredwitz) und FSV Tirschenreuth (A-Klasse Ost Hof/Marktredwitz). In der Handballbezirksklasse Männer Staffel Ost ist der Handballclub Tirschenreuth vertreten. Im Südwesten der Stadt befindet sich das Segelfluggelände Im Unteren Stadtteich.
In Tirschenreuth gibt es ein Freibad und ein Hallenbad. Das Freibad hat etwa 2400 Quadratmeter Wasserfläche, verteilt auf drei Becken. Es verfügt außerdem über einen 10 Meter hohen Sprungturm, eine 86 Meter lange Wasserrutsche und ein Kinderplanschbecken. Das Hallenbad hat nur ein Becken. Außerdem gibt es zwei Reitanlagen und zwei Tennisanlagen. Für Jugendliche ist eine Skatebahn vorhanden.

### Parks und Gedenkstätten
Vor einigen Jahren wurde nördlich des Marktplatzes die Fläche rund um den Mühlbach aufbereitet und ein neuer Stadtpark mit Spielplatz und einem Stadtteich angelegt. Neben der Umgehungsstraße befindet sich ebenfalls ein kleiner Park mit Spielplatz und Teich. Außerdem gilt das Gelände der ehemaligen kleinen Landesgartenschau als beliebtes innerstädtisches Erholungs- und Parkgebiet.
Ein steinernes Kriegerdenkmal auf dem Gelände der Johann-Andreas-Schmeller-Hauptschule erinnert an die gefallenen Tirschenreuther im Ersten und Zweiten Weltkrieg.

### Regionale Kulinarische Spezialitäten

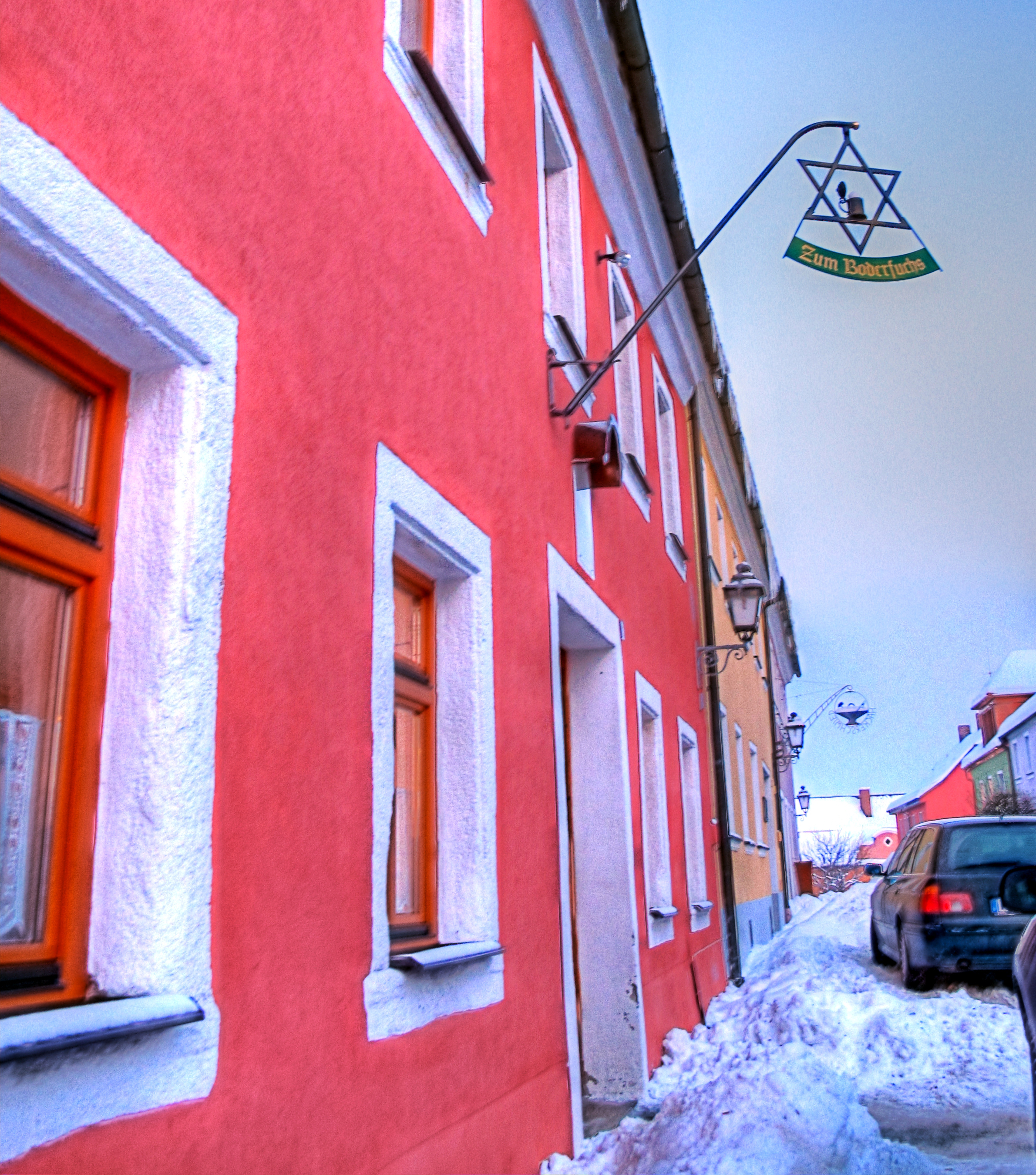
Die Zoiglstube Zum Boderfuchs in der Hospitalstraße

Besonders bekannt sind Tirschenreuth und das umgebende Stiftland für ihre Karpfen. Fast 95 Prozent aller Teiche im Landkreis Tirschenreuth werden für die Karpfenzucht genutzt. Der Oberpfälzer Karpfen ist ein geschützter Begriff der Europäischen Union. Es gibt zahlreiche Rezepte für die Zubereitung des Karpfen. Ein in der nördlichen Oberpfalz traditionell verbreitetes alkoholisches Getränk ist der Zoigl, ein untergäriges Bier, das hell oder dunkel gebraut und normalerweise in einem Kommunbrauhaus hergestellt wird. Das Tirschenreuther Kommunbrauhaus wurde vermutlich in den 1940er Jahren abgerissen.

### Regelmäßig wiederkehrende Veranstaltungen
Der Tirschenreuther Faschingsumzug, der Zuschauer aus der Stadt und dem Umland anlockt, wird jedes Jahr Mitte Februar veranstaltet. Das Volksfest findet jährlich Anfang Juni circa eine Woche auf dem Festplatz in der Franz-Heldmann-Straße statt.
Jede Woche am Donnerstag gibt es einen kleinen Wochenmarkt auf dem Oberen Marktplatz.
Einmal im Jahr, im Oktober, werden zur Kirwa (Kirchweih) auf dem Marktplatz zahlreiche Verkaufsstände aufgebaut. Ein Ostermarkt findet im Frühling und ein Bauernmarkt im Herbst statt sowie am ersten und zweiten Adventswochenende ein Weihnachtsmarkt im Fischhof.
In Abständen von fünf Jahren wird die Tirschenreuther Passion aufgeführt, die in den Jahren 1997, 2000, 2005, 2010 und 2015 unter der Regie von Johannes Reitmeier stattfand. 2020 ist Tirschenreuth Gastgeber der Europassion.
1994 und 2007 wurde das historische Schauspiel Winsheims Tod aus der Stadtgeschichte aufgeführt.
Ab 2014 soll im Abstand von fünf Jahren der Oberpfälzer Jedermann unter der Leitung von Regisseur Johannes Reitmeier gegeben werden.

## Wirtschaft und Infrastruktur

### Verkehr

#### Straßenverkehr

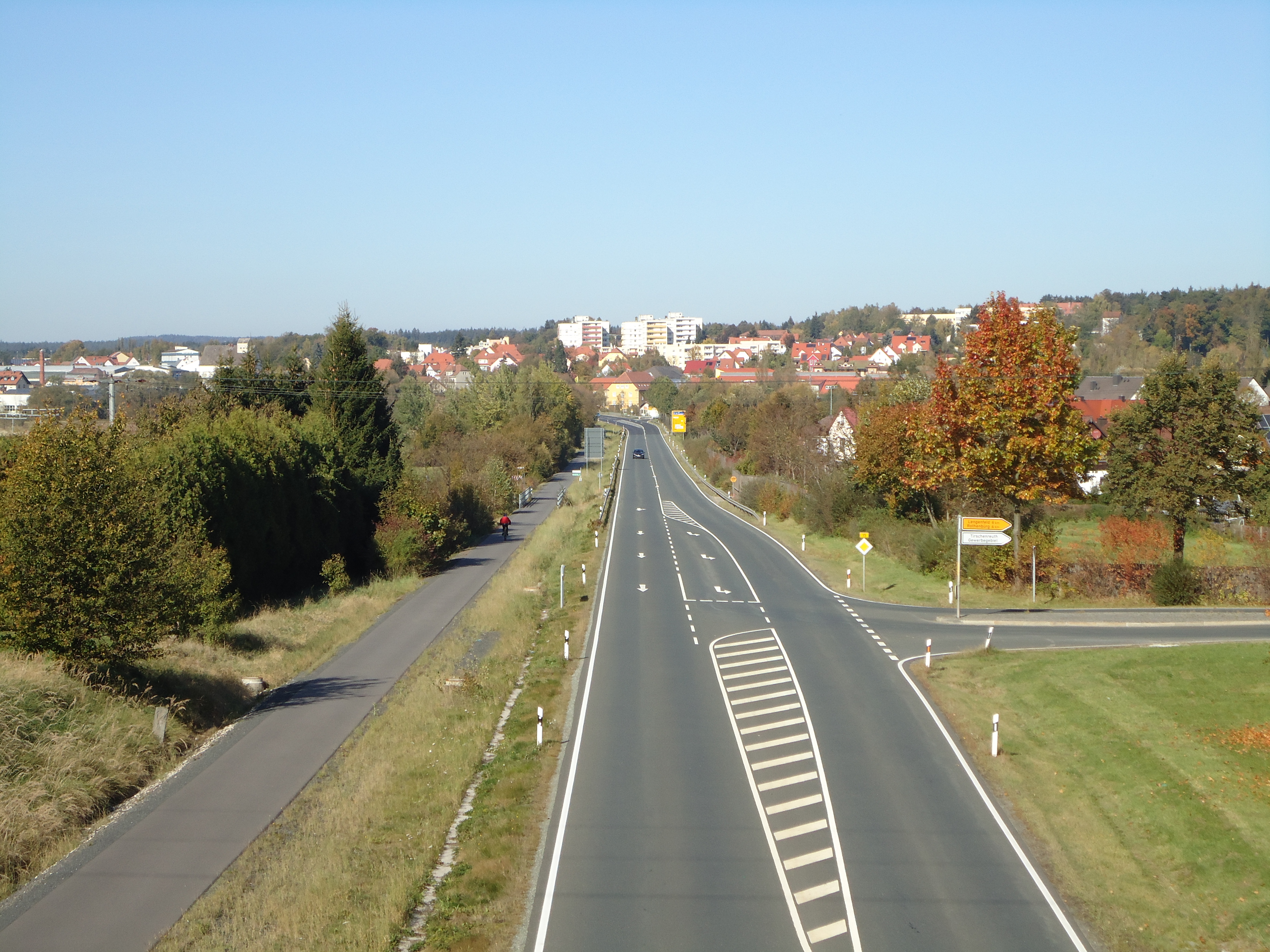
Die Bundesstraße 15 südlich von Tirschenreuth; daneben der Radweg auf der ehemaligen Bahnstrecke nach Bärnau

Die Bundesstraße 15 beginnt in Raubling im Landkreis Rosenheim und endet nach rund 380 Kilometern Länge bei Hof (Saale) in der Autobahn 93. Die B 15 wurde nördlich und südlich von Tirschenreuth größtenteils durch die Bundesautobahn 93 ersetzt, sie weist lediglich im Landkreis Tirschenreuth einen anderen Streckenverlauf auf, um Tirschenreuth zu durchqueren. Die Bundesstraße verlässt die Autobahn in der Ausfahrt Neustadt an der Waldnaab und führt so in nördlicher Richtung nach Tirschenreuth. In der Autobahnausfahrt Mitterteich Süd mündet sie erneut in die A 93 und verlässt deren Verlauf erst bei Hof (Saale). Bis Anfang der 1990er Jahre führte die B 15 mitten durch das Stadtzentrum Tirschenreuths hindurch. Wegen des hohen Verkehrsaufkommens, der Verkehrsbelastung auf dem Marktplatz, über den der Streckenverlauf führte, sowie der Unfallgefahr speziell in den engen Straßen rund um den Marktplatz entschied man sich, die Bundesstraße am Marktplatz vorbei zu leiten und eine Umgehungsstraße zu bauen. Statt jedoch die Bundesstraße vollständig an der Stadt vorbei zu führen, umgeht sie nun lediglich den Süden der Stadt und den Marktplatz, um neben der ehemaligen Postfiliale in die Bahnhofstraße und die Mitterteicher Straße zu münden. Von dort aus führt sie unverändert weiter nach Mitterteich, wo sie in die Autobahn 93 mündet.
Durch Tirschenreuth verlaufen zwei verschiedene Staatsstraßen. Die Staatsstraße 2167 führt von Falkenberg über die Kreisstadt nach Mähring und weiter zur tschechischen Grenze, von wo aus sie nach Planá u Mariánských Lázní verläuft. Die Staatsstraße 2173 beginnt südlich der Stadt und verläuft anschließend nach Bärnau und von dort aus in die Tschechische Republik nach Tachov.
Die Bundesautobahn 93 (Hof – Weiden – Schwandorf – Regensburg) erreicht man über die nach Westen verlaufende Staatsstraße 2167 (Richtung Falkenberg)
Flugverkehr
Der am nächsten gelegene Verkehrslandeplatz Hof-Plauen ist ein früherer Regionalflughafen, von dem Taxi- und Geschäftsflüge möglich sind. Vom Flughafen Karlsbad, der rund eineinhalb Stunden entfernt liegt, gibt es regelmäßige Flugverbindungen zu Städten in den GUS-Staaten. Der Flughafen Nürnberg liegt rund 140 Kilometer, der Flughafen Prag 180 Kilometer und der Flughafen München 230 Kilometer entfernt.

#### Öffentlicher Verkehr

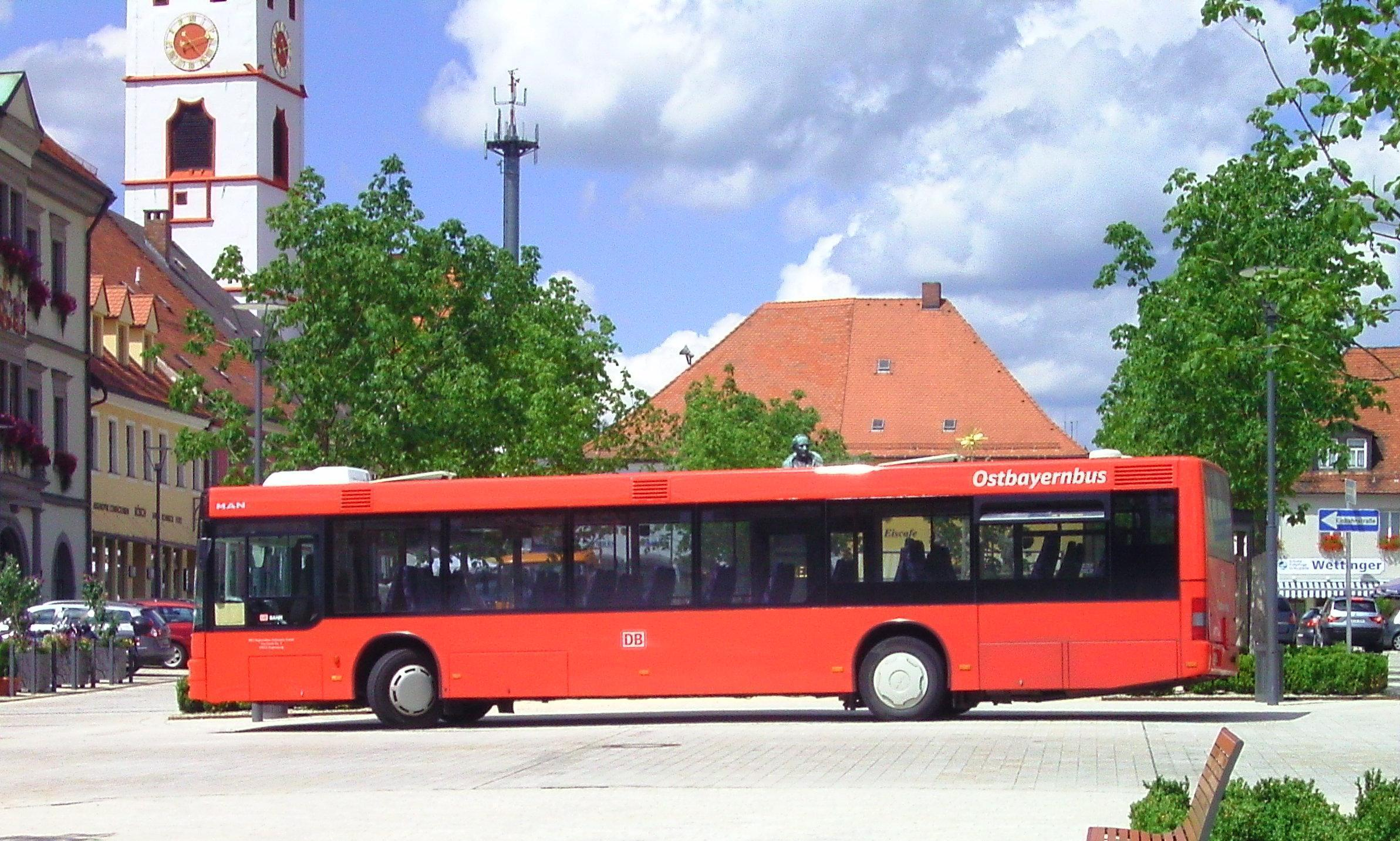
Ein Linienbus der RBO an der Haltestelle auf dem Marktplatz

Der öffentliche Personennahverkehr wird in Tirschenreuth nach der Stilllegung des Personenverkehrs auf der Bahnstrecke Wiesau–Bärnau durch die Deutsche Bundesbahn 1989 nur noch durch den Busverkehr bestimmt.
Organisiert ist der Nahverkehr im Rahmen des Tarif Oberpfalz Nord und der Verkehrsgemeinschaft Tirschenreuth. Der zentrale Haltepunkt der Stadt ist der Zentrale Omnibusbahnhof (ZOB), der sich direkt an den Großparkplatz westlich des Stadtzentrums anschließt. Parallel zur Umgestaltung des Marktplatzes wurde auch der neue Busbahnhof gebaut, der seit dem 13. September 2008 in Betrieb ist. Zuvor befand sich die zentrale Bushaltestelle der Stadt auf dem Marktplatz. Die einzigen Verkehrsgesellschaften, die regelmäßig im Linienverkehr verkehren, sind das Deutsche-Bahn-Tochterunternehmen Regionalbus Ostbayern (RBO) und das landkreiseigene Unternehmen Eska Stiftlandkraftverkehr. Es werden jedoch von den beiden Unternehmen nur Überlandverbindungen angeboten. Eska Stiftlandkraftverkehr betreibt Linien nach Bad Neualbenreuth, Waldsassen und nach Weiden in der Oberpfalz; Regionalbus Ostbayern unterhält Verbindungen nach Hermannsreuth, Kemnath und Friedenfels.
Für den innerstädtischen Nahverkehr ist der Stadtbus mit dem Namen Tursolino zuständig. Dieser Stadtbus ist einzigartig in der Region und bedient seit 1999 mehr als 30 Haltestellen, die über das gesamte Stadtgebiet verteilt sind. Betrieben wird der kleine Mercedes-Benz Cito durch die Stadtwerke Tirschenreuth in Zusammenarbeit mit Eska Stiftlandkraftverkehr; bis 2009 war Regionalbus Ostbayern für den Betrieb verantwortlich.

### Ansässige Unternehmen

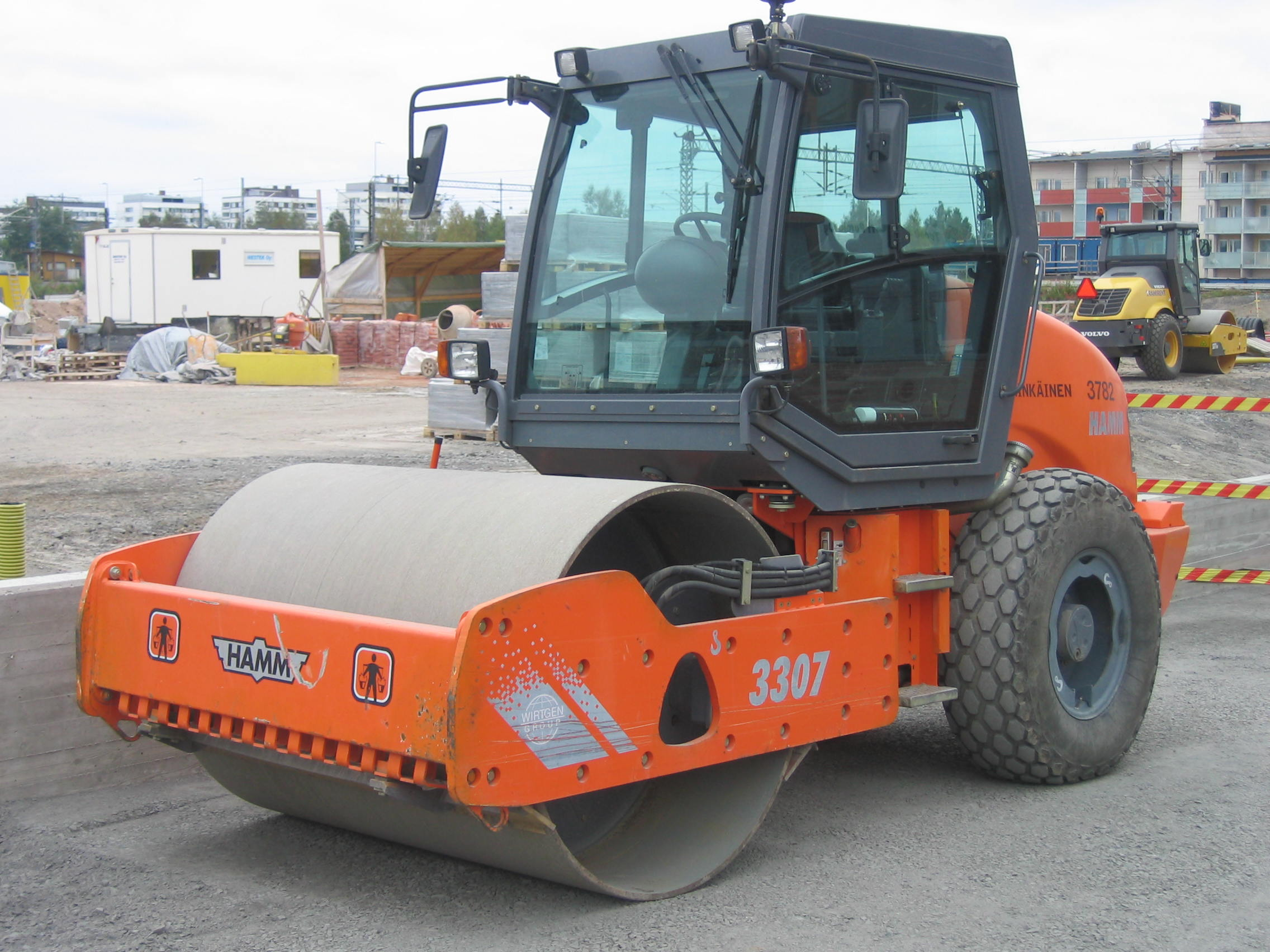
Die Walzen der Hamm AG werden in die ganze Welt exportiert, wie hier in Oulu (Finnland)

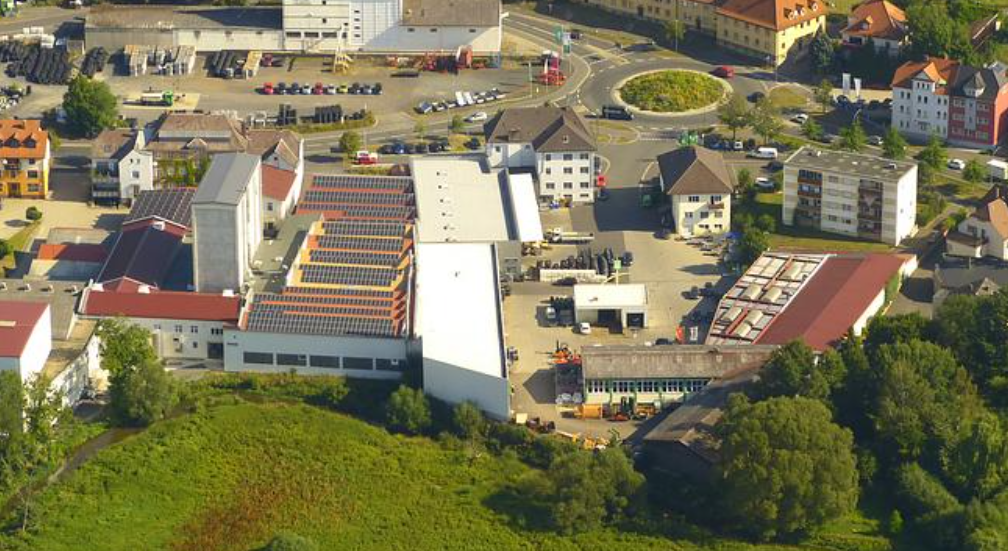
Luftbild Tuchfabrik Mehler in Tirschenreuth

Das bekannteste und größte Unternehmen Tirschenreuths ist die Hamm AG. Der von den beiden Brüdern Franz und Anton Hamm im Jahr 1878 gegründete Hersteller von Straßenwalzen gehört zu den weltweit führenden Walzenherstellern und wurde mehrfach für das Design seiner Maschinen ausgezeichnet. Seit 1999 ist das Unternehmen Mitglied der Wirtgen Group, eines Unternehmensverbundes der Baumaschinenindustrie. Mit mehr als 700 Beschäftigten ist die Hamm AG nach der SCHOTT AG Standort Mitterteich (ehemals: Schott-Rohrglas) in Mitterteich und Siemens in Kemnath der drittgrößte Arbeitgeber im Landkreis Tirschenreuth. Zudem ist sie der älteste noch produzierende Walzenbauer in Deutschland.
Die Gebrüder Mehler Tuchfabrik GmbH wurde im Jahr 1644 gegründet und ist der älteste Betrieb der Stadt und die älteste Tuchfabrik Deutschlands. Außerdem gehört das Unternehmen, das sich bereits in der zwölften Generation im Familienbesitz befindet, zu den 30 ältesten Industriebetrieben Deutschlands. Das Tuchmacherhandwerk hat eine lange Tradition in Tirschenreuth und beschäftigte Mitte des 19. Jahrhunderts beinahe die Hälfte der Einwohner Tirschenreuths.
Ein weiteres Unternehmen ist die Kommunale Entwicklungs- und Wohnungsbau Gesellschaft (KEWOG), die 1949 nach dem Ende des Zweiten Weltkrieges aufgrund der großen Wohnungsnot gegründet wurde. Neben dem Hauptsitz in Tirschenreuth hat sie Niederlassungen in Weißenfels, Reichenbach, Kahla, Fulda, Regensburg und im sächsischen Zwickau. Die KEWOG besitzt mehr als 1500 Wohnobjekte, die meisten davon im Landkreis Tirschenreuth.
In der Mitterteicher Straße befindet sich einer von vier deutschen Standorten der Netzsch-Feinmahltechnik GmbH. Das Werk wurde 1974 eröffnet und 1977 beziehungsweise 1979 erweitert. Im Jahr 1989 vergrößerte Netzsch das Werk in Tirschenreuth erneut; es wurden zwei weitere Produktionshallen mit 4000 m² Fläche errichtet.
Südlich des Stadtgebietes betreibt die Imerys Tableware Deutschland GmbH ein Werk zur Herstellung des für die Porzellanherstellung verwendeten Rohstoffes Kaolin. In direkter Nähe betreibt die Heidelberger Beton Grenzland GmbH & Co. KG ein Betonwerk zur industriellen Herstellung von Beton.
Ein weiteres Tirschenreuther Unternehmen ist HJS Schmidt, ein Hersteller von technischen Spritzgussteilen, der auch ein Tochterunternehmen in der Tschechischen Republik gegründet hat. Die HATICO Mode GmbH ist ein namhafter Hersteller von Herrenhemden und Mode. HATICO beherbergt in der Falkenberger Straße nur noch die Unternehmensverwaltung, die Produktion wurde bereits vor Jahren ins Ausland verlagert. Auch das Architekturbüro Brückner & Brückner Architekten hat seinen Sitz in Tirschenreuth.

### Medien
Die regionale Tageszeitung ist der Der neue Tag mit einer Lokalausgabe. Die Der neue Tag – Oberpfälzischer Kurier Druck- und Verlagshaus GmbH ist mit einer lokalen Redaktion vertreten. Auch die Marktredwitzer Ausgabe der Frankenpost berichtet über lokale Ereignisse aus dem Raum Tirschenreuth. Es gibt die beiden Anzeigenzeitungen Rundschau und OWZ (Oberpfälzer WochenZeitung).
Der regionale Fernsehsender Oberpfalz TV (Abkürzung OTV) mit Sitz in Amberg ist in den Oberpfälzer Landkreisen Amberg-Sulzbach, Schwandorf, Neustadt an der Waldnaab und Tirschenreuth sowie den kreisfreien Städten Amberg und Weiden in der Oberpfalz über Kabel und Satellit empfangbar. Auch auf der Satellitenposition ASTRA 19,2 Ost wird dieser Sender in einem Zeitfenster unter dem Sendenamen ONTV ausgestrahlt.
Neben den großen bayerischen Radiosendern Antenne Bayern, Bayern 1 und Bayern 3 sendet aus Weiden der Lokalsender Radio Ramasuri (UKW 88,5 MHz), der in der gesamten nördlichen und mittleren Oberpfalz empfangen werden kann. Speziell für junge Zuhörer ist der Regensburger Rundfunksender Radio Galaxy (UKW 97,3 MHz) empfangbar. Bedingt durch die Nähe zu Tschechien können in Tirschenreuth auch tschechische Sender empfangen werden, so unter anderem Radio Egrensis (UKW 92,5 MHz) aus Cheb.

### Öffentliche Einrichtungen

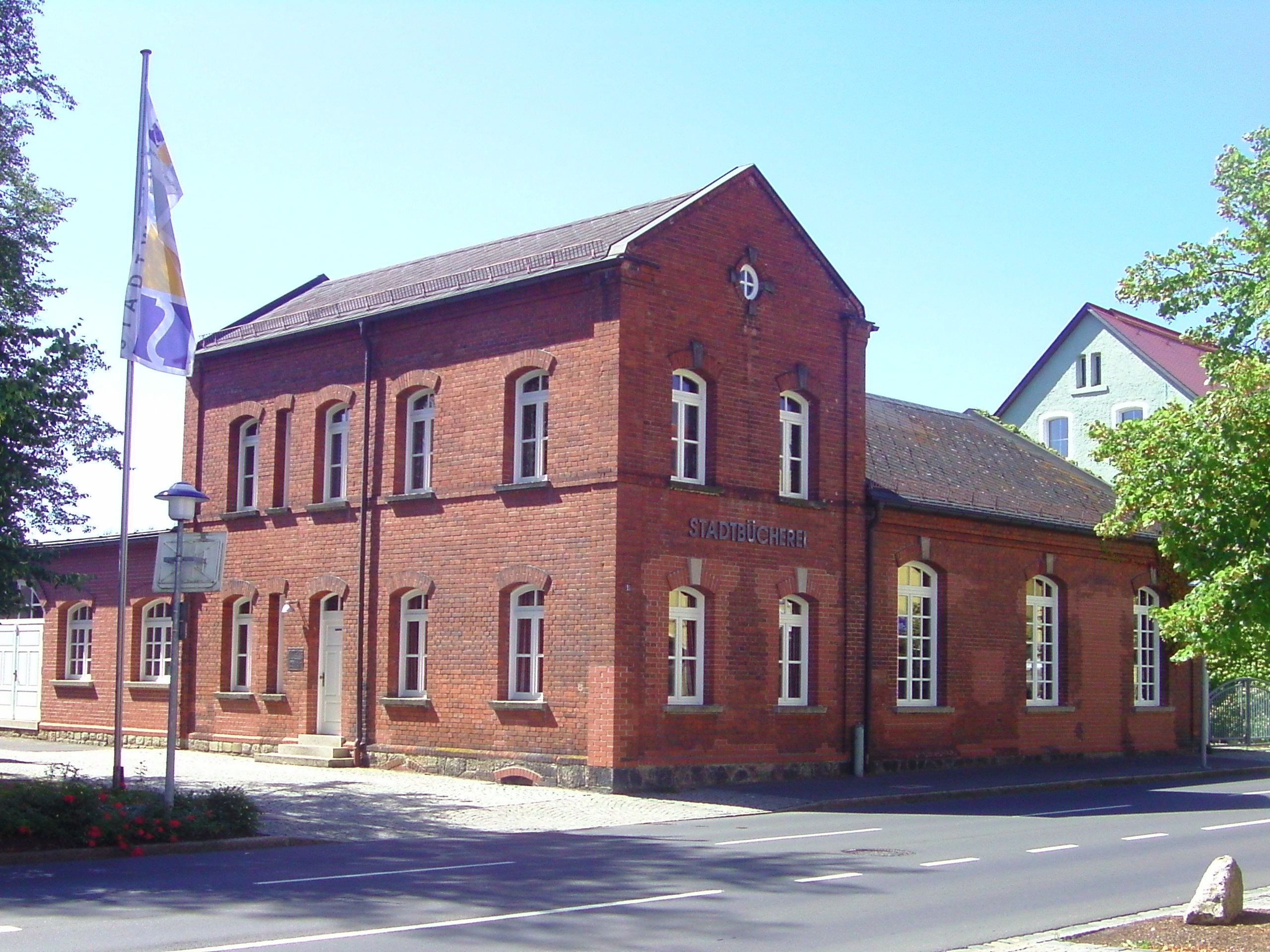
Die Bücherei

In Tirschenreuth befindet sich das größte der drei Krankenhäuser des Kreises. Das Krankenhaus Tirschenreuth, dessen Geschichte bis ins Jahr 1816 zurückreicht, verfügt über 165 Betten und beschäftigt rund 230 Mitarbeiter. Seit dem Jahr 2006 gehört es zusammen mit weiteren Krankenhäusern der nördlichen Oberpfalz zum Verbund der Kliniken Nordoberpfalz AG. Als Krankenhaus der Regelversorgung (Versorgungsstufe I) mit den Fachabteilungen Chirurgie, Innere Medizin, Anästhesie/Intensivmedizin, Neurologie, Gynäkologie, Unfallchirurgie, Hals-Nasen-Ohrenheilkunde und Urologie ist es aber deutlich kleiner als das 30 Kilometer entfernte Klinikum in Weiden. Beherbergt war das Krankenhaus seit der Gründung in dem Gebäude der heutigen Mittelschule; erst nach dem Zweiten Weltkrieg wurde ein Neubau in der St.-Peter-Straße errichtet.
Als Kreisstadt des Landkreises und Mittelzentrum sind in Tirschenreuth verschiedene Ämter und Behörden angesiedelt, beispielsweise das Amt für Ernährung, Landwirtschaft und Forsten, das Gesundheitsamt, das Veterinäramt und das Vermessungsamt. Anfang des Jahres 2009 wurde zur Stärkung der strukturschwachen Region Nordoberpfalz entschieden, das Amt für ländliche Entwicklung der Oberpfalz von Regensburg nach Tirschenreuth zu verlegen. Die Bauarbeiten auf dem Gelände des ehemaligen Bahnhofs wurden 2013 abgeschlossen. Das Amt beschäftigt nun 135 Mitarbeiter in der Kreisstadt.
Die Stadtbücherei Tirschenreuth befindet sich seit 1996 in einem ehemaligen Gebäude der Stadtwerke in der Bahnhofstraße. Als Besonderheit verfügt die Bücherei über eine funktionstüchtige Dampfmaschine, die vorher von der Tuchfabrik Mehler zur Stromerzeugung genutzt wurde. Im historischen Fischhof ist das für den Landkreis zuständige Amtsgericht Tirschenreuth untergebracht. Die nächsthöhere gerichtliche Instanz ist das Landgericht Weiden in der Oberpfalz. Eine Polizeiinspektion der bayerischen Landespolizei befindet sich in der Falkenbergerstraße unweit des Amtes für ländliche Entwicklung.
Die Freiwillige Feuerwehr Tirschenreuth wurde am 30. Mai 1869 gegründet und zählte damals 70 aktive Mitglieder. Sie unterhält heute neun Fahrzeuge. Daneben verfügen die Ortsteile Lengenfeld, Matzersreuth, Pilmersreuth am Wald, Rosall und Wondreb über eigene Feuerwehren.

### Bildung

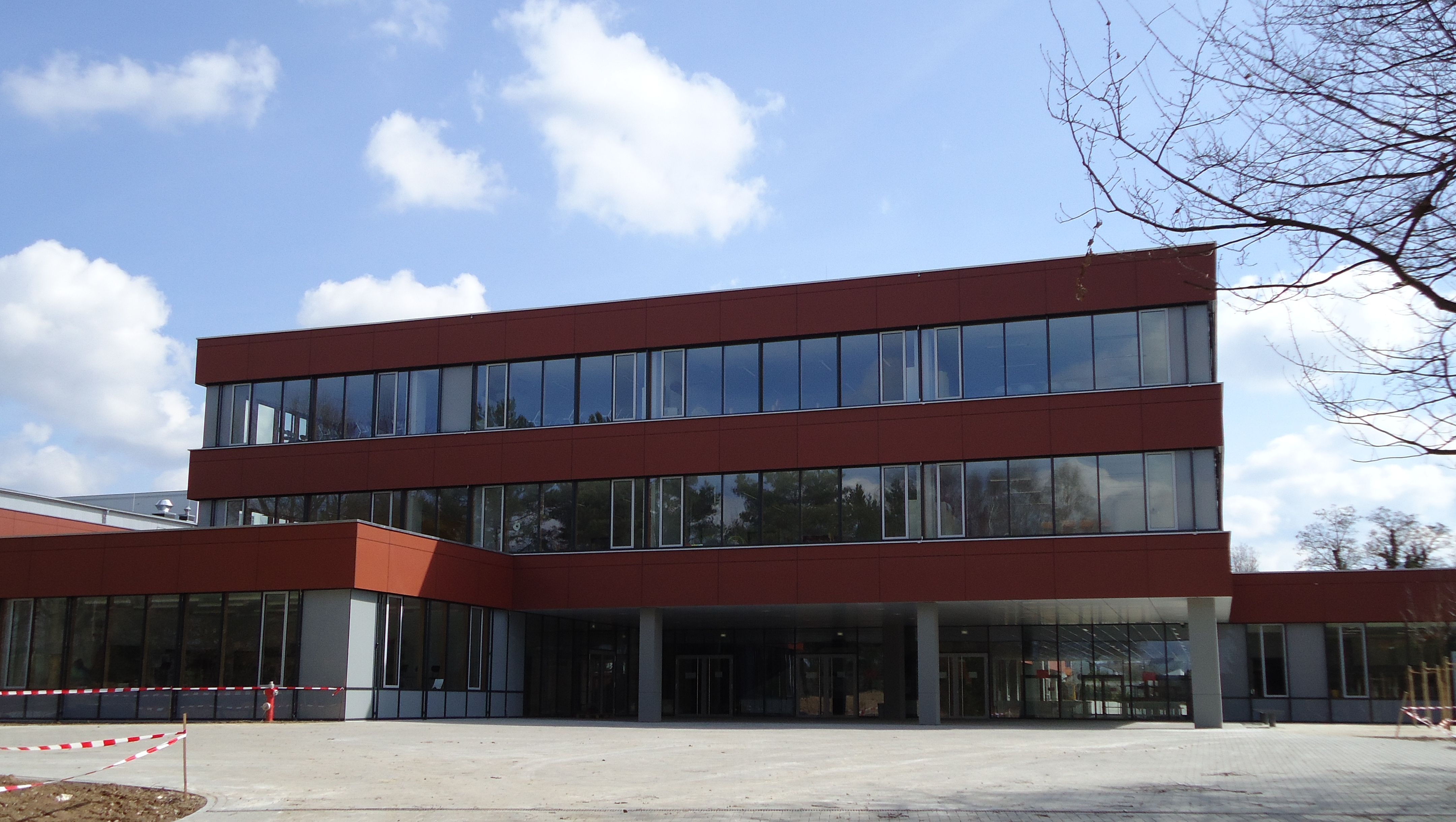
Das Stiftland-Gymnasium ist das einzige Gymnasium im Landkreis

In Tirschenreuth gibt es fünf Schulen. Die größte Bildungseinrichtung ist das Stiftland-Gymnasium Tirschenreuth (SGT) mit 640 Schülern im Schuljahr 2019/2020 und einziges Gymnasium im Landkreis Tirschenreuth. Gegründet wurde das SGT 1955 als Städtische Realschule in den Gebäuden der heutigen Mittelschule, 1974 wurde ein Neubau am nördlichen Stadtrand errichtet. Die Marien-Grundschule befindet sich südlich des Stadtzentrums an der Waldnaab, nördlich der Altstadt liegt die Johann-Andreas-Schmeller-Mittelschule, benannt nach dem in Tirschenreuth geborenen bayerischen Sprachforscher Johann Andreas Schmeller. In der Stadt gibt es ein Sonderpädagogisches Förderzentrum und eine Landwirtschaftsschule.
In den Räumen des Landratsamtes an der Mähringer Straße sind die Kreismusikschule und die Volkshochschule untergebracht.
Die nächsten höheren Bildungseinrichtungen sind die Hochschule Amberg-Weiden am Standort Weiden und die Universität Bayreuth sowie die Universität Regensburg, die in circa 60 Minuten zu erreichen ist. Eine Berufsschule befindet sich in Wiesau.

### Lernstandort Tirschenreuth

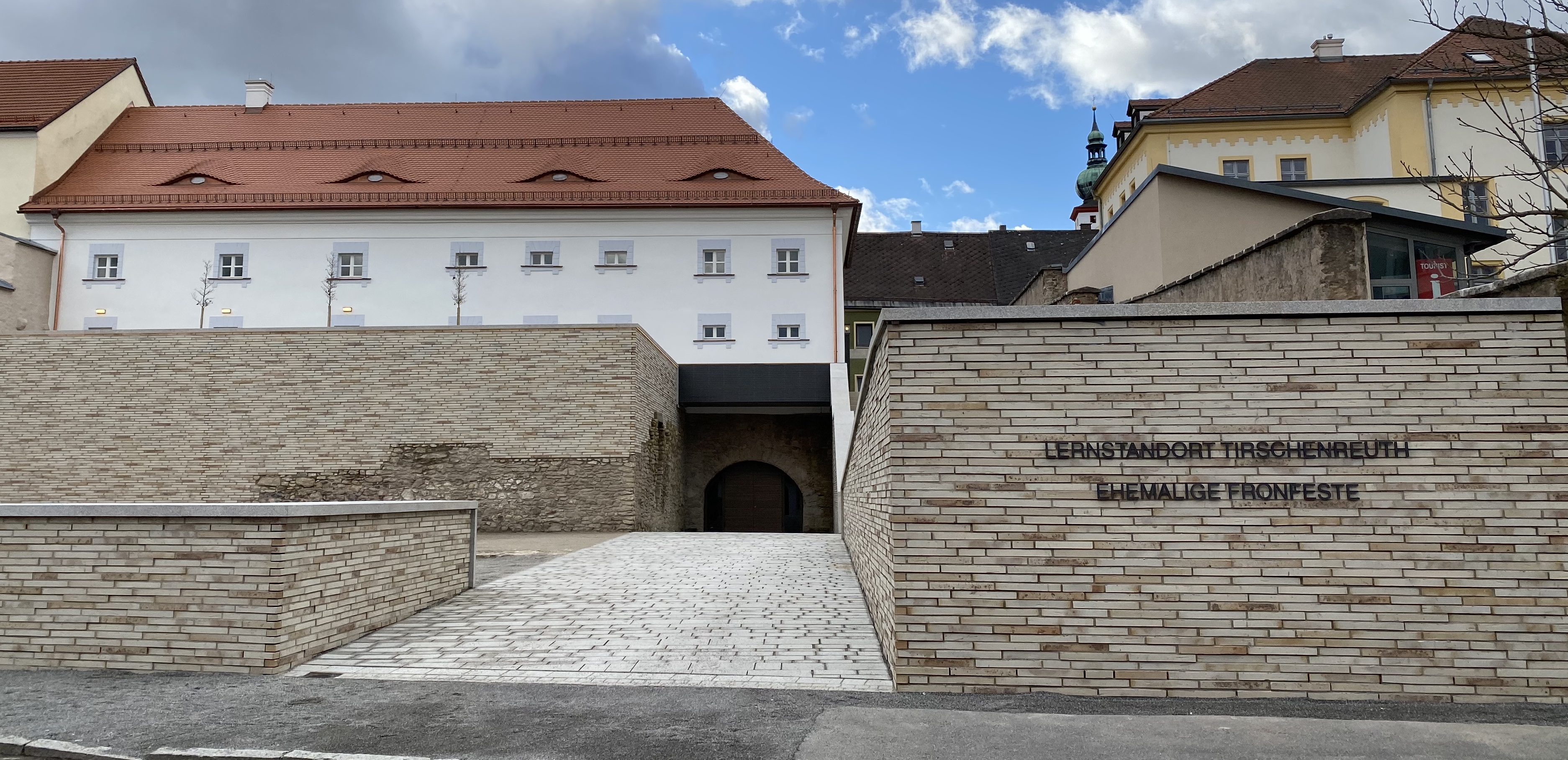
Lernstandort Tirschenreuth (historische Fronfeste)

Nach zweijähriger Bauzeit wurde am 20. Februar 2020 die historische Fronfeste als neuer Tirschenreuther Lernstandort wiedereröffnet. Ab 21. März 2020 werden am neuen Lernstandort inmitten der Tirschenreuther Innenstadt die berufsbegleitenden Studiengänge „Soziale Arbeit“ der OTH Regensburg sowie „Wirtschaftsingenieurwesen Energie und Logistik“ der Hochschule Landshut angeboten.

## Persönlichkeiten

### Söhne und Töchter der Stadt

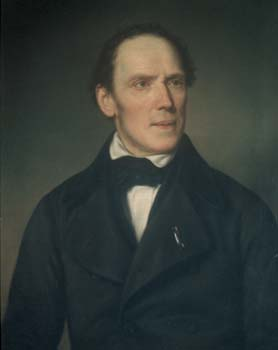
Der bayerische Sprachforscher Johann Andreas Schmeller

- Georg Hauer (1484–1536), Theologe und Altphilologe
- Lorenz Hochwart (um 1493–1570), Theologe, Geistlicher, Jurist und Historiker
- Philipp Dobereiner (1535–1577), Kleriker, Übersetzer und Verfasser geistlicher Schriften
- Sebastian Span (1571–1640), Jurist
- Johann Zwelfer (1618–1668), Arzt und Pharmazeut am Wiener Hof
- Joseph von Stichaner (1769–1856), Verwaltungsbeamter und Staatsmann in Bayern
- Christoph Maurus Fuchs (1771–1848), Maler
- Johann Andreas Schmeller (1785–1852), Germanist, Sprach- und Mundartforscher
- Ludwig Mehler (1816–1872), Geistlicher, Theologe und Gymnasiallehrer
- Hugo Müller (1833–1915), Chemiker
- Johann Brunner (1857–1941), Studiendirektor und Heimatforscher
- Alois Brunner (1859–1941), Maler
- Johann Baptist Mehler (1860–1930), Prälat und Schriftsteller
- Karl Schels (1874–1934), Verwaltungsjurist und Bezirksoberamtmann
- Maria Almeda Schricker (1879–1955), Generaloberin der Armen Schulschwestern
- Josef Alois Zahn (1888–1965), Bankier und Politiker
- Heinrich Franz Kühn (1894–1981), Politiker
- Karl Forster (1904–1963), Komponist, Chordirigent und Domkapellmeister
- Walter Martin Neidl (1930–2014), römisch-katholischer Priester und Philosoph
- Franz Weigl (1932–1996), Politiker
- Friedhelm Kröll (1945–2023), Soziologe
- Reinhard Erös (* 1948), Oberstarzt a. D. und Gründer der Kinderhilfe Afghanistan
- Peter Brückner (* 1962), Architekt
- Christian Brückner (* 1971), Architekt
- Mariella Ourghi (1972–2015), Islamwissenschaftlerin
- Ramona Schröpf (* 1974), Sprach- und Übersetzungswissenschaftlerin
- Claudia Gesell (* 1977), Leichtathletin, ehemalige Junioren-Weltmeisterin
- Stefan Zant (* 1977), ehemaliges Mitglied der Deutschen Ski-Freestyle-Nationalmannschaft
- Jürgen Schmieder (* 1979), Journalist und Autor
- Wolfgang Gründinger (* 1984), Politikberater, Journalist und Publizist
- Johannes Fischbach (* 1988), Radsportler
- Thomas Neumann (* 1988), Kart- und Automobilrennfahrer

### Mit Tirschenreuth verbundene Personen
- Franz Wittmann (1895–1975), Landwirt und Politiker
- Herbert Molwitz (1901–1970), Kupferstecher und Radierer
- Max Jobst (1908–1943), Komponist
- Johannes-Helmut Strosche (1912–1996), Pädagoge und Politiker
- Gerhard Franz (1920–2005), Mitgründer (1964) der nach ihm benannten Gerhard-Franz-Volkssternwarte Tirschenreuth
- Christoph Houswitschka (1961–2022), langjähriger Ordinarius f. Engl. Literatur Uni Bamberg, Abitur in Tirschenreuth 1980